# Anã marrom
As anãs marrons (também chamadas de estrelas falhadas) são objetos subestelares que não são massivos o suficiente para sustentar a fusão nuclear de hidrogênio comum (1H) em hélio em seus núcleos, ao contrário de uma estrela da sequência principal. Em vez disso, eles têm uma massa entre os planetas gigantes gasosos mais massivos e as estrelas menos massivas, aproximadamente 13 a 80 vezes a de Júpiter (MJ). No entanto, eles podem fundir o deutério (2H) e os mais massivos (> 65 MJ) podem fundir o lítio (7Li).
Os astrônomos classificam os objetos autoluminosos por classe espectral, uma distinção intimamente ligada à temperatura da superfície, e as anãs marrons ocupam as classes M, L, T e Y. Como as anãs marrons não sofrem fusão estável de hidrogênio, elas esfriam com o tempo, passando progressivamente por tipos espectrais posteriores à medida que envelhecem.
Apesar do nome, a olho nu, as anãs marrons apareceriam em cores diferentes, dependendo de sua temperatura. As mais quentes são possivelmente alaranjadas ou vermelhas, enquanto as anãs marrons mais frias provavelmente apareceriam magenta ou pretas ao olho humano. As anãs marrons podem ser totalmente convectivas, sem camadas ou diferenciação química por profundidade.
Embora sua existência tenha sido inicialmente teorizada na década de 1960, não foi até meados da década de 1990 que as primeiras anãs marrons inequívocas foram descobertas. Como as anãs marrons têm temperaturas de superfície relativamente baixas, elas não são muito brilhantes em comprimentos de onda visíveis, emitindo a maior parte de sua luz no infravermelho. No entanto, com o advento de dispositivos de detecção de infravermelho mais capazes, milhares de anãs marrons foram identificadas. As anãs marrons conhecidas mais próximas estão localizadas no sistema Luhman 16, um binário de anãs marrons classe L e T a cerca de 6.5 anos-luz (2 parsecs) de distância do Sol. Luhman 16 é o terceiro sistema mais próximo do Sol depois de Alpha Centauri e da Estrela de Barnard.

## História

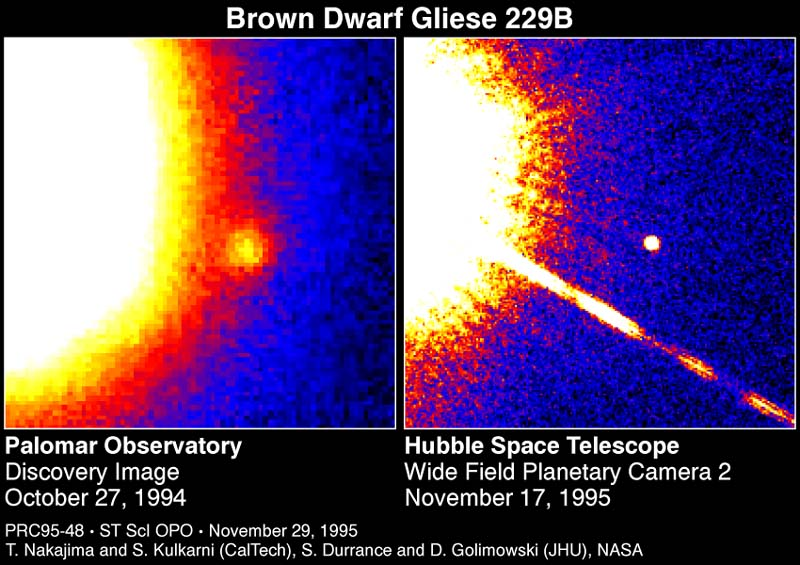
O objeto menor é Gliese 229 Ab, cerca de 20 a 50 vezes a massa de Júpiter, orbitando a estrela Gliese 229. Está na constelação de Lepus, a cerca de 19 anos-luz da Terra

### Teorização inicial

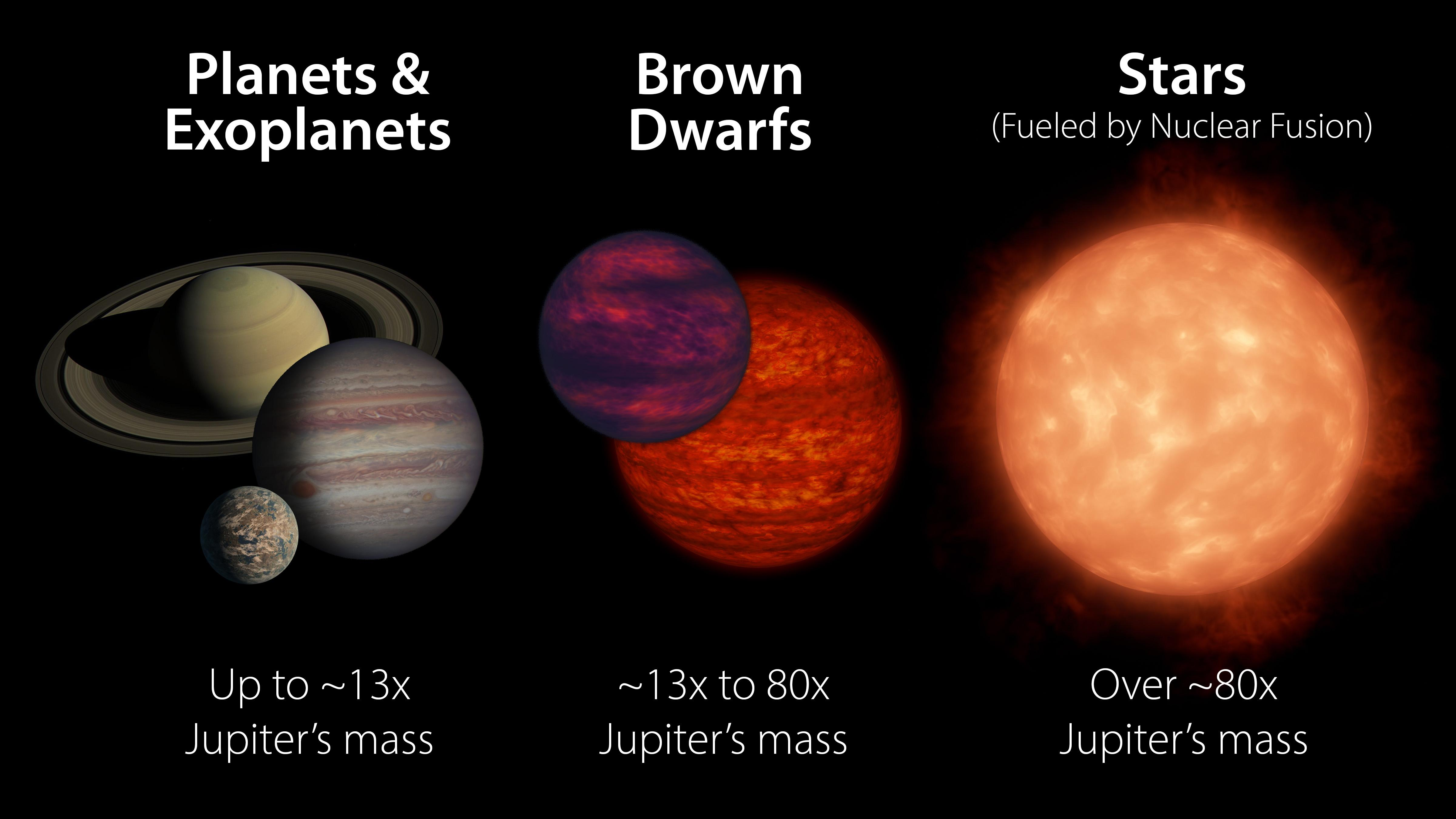
Planetas, anãs marrons, estrelas (sem escala)

Os objetos agora chamados de "anãs marrons" foram teorizados por Shiv S. Kumar na década de 1960 e foram originalmente chamados de anãs negras, uma classificação para objetos subestelares escuros flutuando livremente no espaço que não eram massivos o suficiente para sustentar a fusão do hidrogênio. No entanto, (a) o termo anã negra já era usado para se referir a uma anã branca fria; (b) anãs vermelhas fundem hidrogênio; e (c) esses objetos podem ser luminosos em comprimentos de onda visíveis no início de suas vidas. Por causa disso, foram propostos nomes alternativos para esses objetos, incluindo planetário e subestrela. Em 1975, Jill Tarter sugeriu o termo "anã marrom", usando "marrom" como uma cor aproximada.
O termo "anã negra" ainda se refere a uma anã branca que esfriou a ponto de não emitir mais quantidades significativas de luz. No entanto, calcula-se que o tempo necessário até mesmo para a anã branca de menor massa resfriar a essa temperatura seja maior do que a idade atual do universo; portanto, espera-se que tais objetos ainda não existam.
As primeiras teorias sobre a natureza das estrelas de menor massa e o limite de queima de hidrogênio sugeriram que um objeto de população I com massa menor que 0.07 massas solares (M☉) ou um objeto de população II menor que 0.09 M☉ nunca passaria por normal evolução estelar e se tornaria uma estrela completamente degenerada. O primeiro cálculo autoconsistente da massa mínima de queima de hidrogênio confirmou um valor entre 0.07 e 0.08 massas solares para objetos da população I.

### Fusão de deutério
A descoberta de deutério queimando até 0.013 M☉ (13.6 MJ) e o impacto da formação de poeira nas atmosferas externas frias de anãs marrons no final da década de 1980 questionou essas teorias. No entanto, esses objetos eram difíceis de encontrar porque quase não emitem luz visível. Suas emissões mais fortes estão no espectro infravermelho (IR), e os detectores de infravermelho terrestres eram muito imprecisos na época para identificar prontamente quaisquer anãs marrons.
Desde então, inúmeras pesquisas por vários métodos têm procurado esses objetos. Esses métodos incluíram pesquisas de imagens multicoloridas em torno de estrelas de campo, pesquisas de imagens para companheiras fracas de anãs da sequência principal e anãs brancas, pesquisas de aglomerados de estrelas jovens e monitoramento de velocidade radial para companheiras próximas.

### GD 165B e classe L
Por muitos anos, os esforços para descobrir as anãs marrons foram infrutíferos. Em 1988, no entanto, uma fraca companheira da estrela anã branca GD 165 foi encontrada em uma busca infravermelha de anãs brancas. O espectro da companheira GD 165B era muito vermelho e enigmático, não mostrando nenhuma das características esperadas de uma anã vermelha de baixa massa. Tornou-se claro que GD 165B precisaria ser classificado como um objeto muito mais frio do que os últimos anãs M então conhecidos. GD 165B permaneceu único por quase uma década até o advento do Two Micron All-Sky Survey (2MASS) em 1997, que descobriu muitos objetos com cores e características espectrais semelhantes.
Hoje, GD 165B é reconhecido como o protótipo de uma classe de objetos agora chamados de "anãs L".
Embora a descoberta da anã mais fria fosse altamente significativa na época, foi debatido se GD 165B seria classificada como uma anã marrom ou simplesmente uma estrela de massa muito baixa, porque observacionalmente é muito difícil distinguir entre as duas.
Logo após a descoberta de GD 165B, outros candidatos a anãs marrons foram relatados. A maioria falhou em cumprir sua candidatura, no entanto, porque a ausência de lítio mostrou que eles eram objetos estelares. As estrelas verdadeiras queimam seu lítio em pouco mais de 100 milhões de anos, enquanto as anãs marrons (que podem, confusamente, ter temperaturas e luminosidades semelhantes às estrelas verdadeiras). Portanto, a detecção de lítio na atmosfera de um objeto com mais de 100 milhões de anos garante que se trata de uma anã marrom.

### Gliese 229 Ab e classe T
A anã marrom "T" de primeira classe foi descoberta em 1994 pelos astrônomos da Caltech Shrinivas Kulkarni, Tadashi Nakajima, Keith Matthews e Rebecca Oppenheimer, e pelos cientistas da Universidade Johns Hopkins Samuel Durrance e David Golimowski. Foi confirmado em 1995 como companheiro subestelar de Gliese 229. Gliese 229 Ab é uma das duas primeiras instâncias de evidência clara de uma anã marrom, junto com Teide 1. Confirmados em 1995, ambos foram identificados pela presença da linha de lítio de 670.8 nm. Verificou-se que este último tinha temperatura e luminosidade bem abaixo da faixa estelar.
Seu espectro infravermelho próximo exibiu claramente uma banda de absorção de metano de 2 micrômetros, uma característica que anteriormente só havia sido observada nas atmosferas de planetas gigantes e no satélite de Saturno, Titã. A absorção de metano não é esperada em qualquer temperatura de uma estrela da sequência principal. Essa descoberta ajudou a estabelecer outra classe espectral ainda mais fria que as anãs L, conhecidas como "anãs T", da qual Gliese 229 Ab é o protótipo.

### Teide 1 e classe M
A primeira anã marrom classe "M" confirmada foi descoberta pelos astrofísicos espanhóis Rafael Rebolo López (chefe da equipe), María Rosa Zapatero-Osorio e Eduardo L. Martín em 1994. Este objeto, encontrado no aglomerado aberto das Plêiades, recebeu o nome de Teide 1. O artigo da descoberta foi submetido à Nature em maio de 1995 e publicado em 14 de setembro de 1995. A Nature destacou "Anãs marrons descobertas, oficialmente" na primeira página dessa edição.
O Teide 1 foi descoberto em imagens coletadas pela equipe do Instituto de Astrofísica das Canárias (IAC) em 6 de janeiro de 1994 usando o telescópio de 80 cm (IAC 80) no Observatório do Teide e seu espectro foi registrado pela primeira vez em dezembro de 1994 usando o Telescópio William Herschel de 4.2 m no Observatório do Roque de los Muchachos (La Palma, Ilhas Canárias). A distância, a composição química e a idade do Teide 1 podem ser estabelecidas por causa de sua participação no jovem aglomerado estelar das Plêiades. Usando os modelos de evolução estelar e subestelar mais avançados naquele momento, a equipe estimou para Teide 1 uma massa de 55 ± 15 MJ, que está abaixo do limite de massa estelar. O objeto se tornou uma referência em trabalhos subsequentes relacionados a jovens anãs marrons.
Em teoria, uma anã marrom abaixo de 65 MJ é incapaz de queimar lítio por fusão termonuclear em qualquer momento de sua evolução. Este fato é um dos princípios de teste de lítio usados para julgar a natureza subestelar de corpos astronômicos de baixa luminosidade e baixa temperatura de superfície.
Dados espectrais de alta qualidade adquiridos pelo Observatório W. M. Keck em novembro de 1995 mostraram que Teide 1 ainda tinha a abundância inicial de lítio da nuvem molecular original a partir da qual as estrelas Plêiades se formaram, provando a falta de fusão termonuclear em seu núcleo. Essas observações confirmaram que Teide 1 é uma anã marrom, bem como a eficiência do teste espectroscópico de lítio.
Por algum tempo, Teide 1 foi o menor objeto conhecido fora do Sistema Solar que foi identificado por observação direta. Desde então, mais de 1.800 anãs marrons foram identificadas, até mesmo algumas muito próximas da Terra, como Epsilon Indi Ba e Bb, um par de anãs marrons ligadas gravitacionalmente a uma estrela parecida com o Sol a 12 anos-luz do Sol, e Luhman 16, um sistema binário de anãs marrons a 6.5 anos-luz do Sol.

## Teoria
O mecanismo padrão para o nascimento de estrelas é através do colapso gravitacional de uma nuvem interestelar fria de gás e poeira. À medida que a nuvem se contrai, ela aquece devido ao mecanismo de Kelvin-Helmholtz. No início do processo, o gás em contração irradia rapidamente grande parte da energia, permitindo que o colapso continue. Eventualmente, a região central torna-se suficientemente densa para aprisionar a radiação. Consequentemente, a temperatura central e a densidade da nuvem colapsada aumentam drasticamente com o tempo, diminuindo a contração, até que as condições sejam quentes e densas o suficiente para que ocorram reações termonucleares no núcleo da protoestrela. Para a maioria das estrelas, a pressão do gás e da radiação gerada pelas reações de fusão termonuclear dentro do núcleo da estrela irá apoiá-la contra qualquer contração gravitacional adicional. O equilíbrio hidrostático é alcançado e a estrela passará a maior parte de sua vida fundindo hidrogênio em hélio como uma estrela da sequência principal.
Se, no entanto, a massa inicial da protoestrela for menor que cerca de 0.08 M☉, as reações normais de fusão termonuclear de hidrogênio não irão se inflamar no núcleo. A contração gravitacional não aquece a pequena protoestrela com muita eficiência e, antes que a temperatura no núcleo possa aumentar o suficiente para desencadear a fusão, a densidade atinge o ponto em que os elétrons ficam compactados o suficiente para criar uma pressão quântica de degeneração de elétrons. De acordo com os modelos do interior das anãs marrons, espera-se que as condições típicas no núcleo para densidade, temperatura e pressão sejam as seguintes:
- {\displaystyle 10\,\mathrm {g/cm^{3}} \,\lesssim \,\rho _{c}\,\lesssim \,10^{3}\,\mathrm {{g}/{cm^{3}}} }
- {\displaystyle T_{c}\lesssim 3\times 10^{6}\,\mathrm {K} }
- {\displaystyle P_{c}\sim 10^{5}\,\mathrm {Mbar} .}

Isso significa que a protoestrela não é massiva o suficiente nem densa o suficiente para atingir as condições necessárias para sustentar a fusão do hidrogênio. A matéria em queda é impedida, pela pressão de degenerescência dos elétrons, de atingir as densidades e pressões necessárias.
A contração gravitacional adicional é evitada e o resultado é uma "estrela falhada", ou anã marrom que simplesmente esfria irradiando sua energia térmica interna. Observe que, em princípio, é possível para uma anã marrom acumular lentamente massa acima do limite de queima de hidrogênio sem iniciar a fusão do hidrogênio. Isso pode acontecer por transferência de massa em um sistema binário de anãs marrons.

### Anãs marrons de alta massa versus estrelas de baixa massa
O lítio está geralmente presente em anãs marrons e não em estrelas de baixa massa. As estrelas, que atingem a alta temperatura necessária para fundir o hidrogênio, esgotam rapidamente seu lítio. As estrelas, que atingem a alta temperatura necessária para fundir o hidrogênio, esgotam rapidamente seu lítio. A fusão de lítio-7 e um próton ocorre produzindo dois núcleos de hélio-4. A temperatura necessária para esta reação está logo abaixo da necessária para a fusão do hidrogênio. A convecção em estrelas de baixa massa garante que o lítio em todo o volume da estrela seja eventualmente esgotado. Portanto, a presença da linha espectral do lítio em uma candidata a anã marrom é um forte indicador de que é de fato um objeto subestelar.

#### O teste do lítio
O uso de lítio para distinguir anãs marrons candidatas de estrelas de baixa massa é comumente referido como o teste de lítio e foi iniciado por Rafael Rebolo López, Eduardo Martín e Antonio Magazzu. No entanto, o lítio também é visto em estrelas muito jovens, que ainda não tiveram tempo suficiente para queimar tudo.
Estrelas mais pesadas, como o Sol, também podem reter lítio em suas camadas externas, que nunca esquentam o suficiente para fundir o lítio, e cuja camada convectiva não se mistura com o núcleo onde o lítio se esgotaria rapidamente. Essas estrelas maiores são facilmente distinguíveis das anãs marrons por seu tamanho e luminosidade.
Por outro lado, as anãs marrons no limite superior de sua faixa de massa podem ser quentes o suficiente para esgotar seu lítio quando são jovens. Anãs com massa superior a 65 MJ podem queimar seu lítio quando tiverem meio bilhão de anos, portanto, o teste de lítio não é perfeito.

#### Metano atmosférico
Ao contrário das estrelas, as anãs marrons mais velhas às vezes são frias o suficiente para que, durante períodos muito longos, suas atmosferas possam acumular quantidades observáveis de metano que não podem se formar em objetos mais quentes. Anãs confirmadas desta forma incluem Gliese 229 Ab.

#### Chuva de ferro
As estrelas da sequência principal esfriam, mas eventualmente atingem uma luminosidade bolométrica mínima que podem sustentar através da fusão constante. Isso varia de estrela para estrela, mas geralmente é pelo menos 0.01% do Sol. As anãs marrons esfriam e escurecem constantemente ao longo de suas vidas; anãs marrons suficientemente velhas serão muito fracas para serem detectadas.
A chuva de ferro como parte dos processos de convecção atmosférica só é possível em anãs marrons e não em estrelas pequenas. A pesquisa espectroscópica da chuva de ferro ainda está em andamento, mas nem todas as anãs marrons sempre terão essa anomalia atmosférica. Em 2013, uma atmosfera heterogênea contendo ferro foi fotografada em torno do componente B no sistema Luhman 16.

### Anãs marrons de baixa massa versus planetas de grande massa

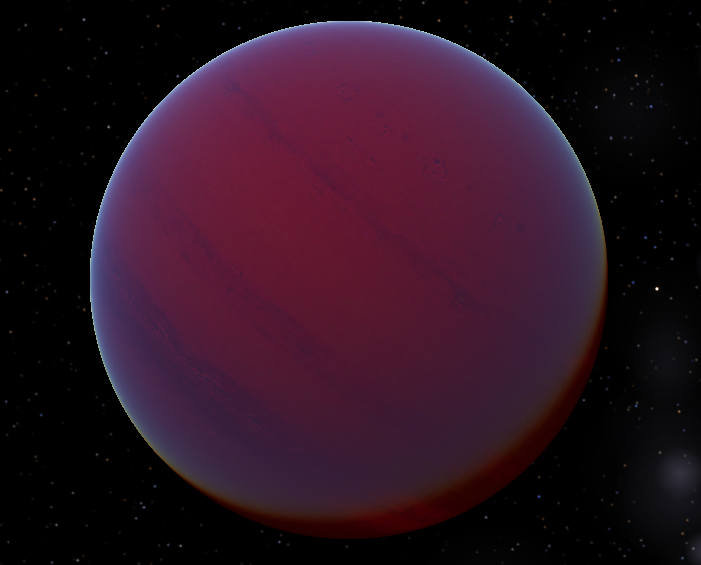
Um conceito artístico da anã marrom em torno da estrela HD 29587, uma companheira conhecida como HD 29587 b, e estimada em cerca de 55 vezes a massa de Júpiter

Como as estrelas, as anãs marrons se formam independentemente, mas, ao contrário das estrelas, não têm massa suficiente para "entrar em ignição". Como todas as estrelas, elas podem ocorrer isoladamente ou próximas a outras estrelas. Algumas estrelas orbitam e podem, como os planetas, ter órbitas excêntricas.

#### Tamanho e ambiguidades de queima de combustível
As anãs marrons têm aproximadamente o mesmo raio de Júpiter. No limite superior de sua faixa de massa (60-90 MJ), o volume de uma anã marrom é governado principalmente pela pressão de degeneração de elétrons, como nas anãs brancas; na extremidade inferior da faixa (10 MJ), seu volume é governado principalmente pela pressão de Coulomb, como nos planetas. O resultado líquido é que os raios das anãs marrons variam em apenas 10 a 15% na faixa de massas possíveis. Além disso, a relação massa-raio não mostra nenhuma mudança de cerca de uma massa de Saturno até o início da queima de hidrogênio (0.080±0.008 M☉), sugerindo que, dessa perspectiva, as anãs marrons são simplesmente planetas jovianos de alta massa. Isso pode dificultar a distinção entre eles e os planetas.
Além disso, muitas anãs marrons não sofrem fusão; mesmo aqueles no limite superior da faixa de massa (acima de 60 MJ) esfriam rápido o suficiente para que, após 10 milhões de anos, não sofram mais fusão.

#### Espectro de calor
Os espectros de raios-X e infravermelho são sinais reveladores de anãs marrons. Alguns emitem raios-X; e todas as anãs "quentes" continuam a brilhar notavelmente nos espectros vermelho e infravermelho até que esfriem a temperaturas semelhantes às dos planetas (abaixo de 1.000 K).
Os gigantes gasosos têm algumas das características das anãs marrons. Como o Sol, Júpiter e Saturno são feitos principalmente de hidrogênio e hélio. Saturno é quase tão grande quanto Júpiter, apesar de ter apenas 30% da massa. Três dos planetas gigantes do Sistema Solar (Júpiter, Saturno e Netuno) emitem muito mais (até cerca de duas vezes) calor do que recebem do Sol. Todos os quatro planetas gigantes têm seus próprios sistemas "planetários", na forma de extensos sistemas lunares.

#### Padrão atual da União Astronômica Internacional
Atualmente, a União Astronômica Internacional (IAU) considera um objeto acima de 13 MJ (a massa limite para a fusão termonuclear do deutério) como uma anã marrom, enquanto um objeto abaixo dessa massa (e orbitando uma estrela ou remanescente estelar) é considerado um planeta. A massa mínima necessária para desencadear a queima sustentada de hidrogênio (cerca de 80 MJ) forma o limite superior da definição.
Também é debatido se as anãs marrons seriam mais bem definidas por seu processo de formação do que por limites de massa teóricos baseados em reações de fusão nuclear. Sob essa interpretação, as anãs marrons são aqueles objetos que representam os produtos de menor massa do processo de formação estelar, enquanto os planetas são objetos formados em um disco de acreção ao redor de uma estrela. Acredita-se que os objetos flutuantes mais frios descobertos, como o WISE 0855, bem como os objetos jovens de menor massa conhecidos como PSO J318.5-22, tenham massas abaixo de 13 MJ e, como resultado, às vezes são referidos como objetos de massa planetária devido à ambiguidade de serem considerados planetas órfãos ou anãs marrons. Existem objetos de massa planetária conhecidos por orbitar anãs marrons, como 2M1207b, MOA-2007-BLG-192Lb, 2MASS J044144b e Oph 98 B.
O ponto de corte de 13 MJ é uma regra prática, e não algo de significado físico preciso. Objetos maiores queimarão a maior parte de seu deutério e os menores queimarão apenas um pouco, e o valor de 13 vezes a massa de Júpiter está em algum lugar no meio. A quantidade de deutério queimado também depende, em certa medida, da composição do objeto, especificamente da quantidade de hélio e deutério presentes e da fração de elementos mais pesados, que determina a opacidade atmosférica e, portanto, a taxa de resfriamento radiativo.
A partir de 2011, a Extrasolar Planets Encyclopaedia incluiu objetos de até 25 MJ, dizendo: "O fato de não haver nenhuma característica especial em torno de 13 MJ no espectro de massa observado reforça a escolha de esquecer esse limite de massa". A partir de 2016, esse limite foi aumentado para 60 MJ, com base em um estudo das relações massa-densidade.
O Exoplanet Data Explorer inclui objetos de até 24 MJ com o aviso: "A distinção de 13 MJ pelo Grupo de Trabalho da IAU é fisicamente desmotivada para planetas com núcleos rochosos e observacionalmente problemática devido à ambiguidade do pecado". O NASA Exoplanet Archive inclui objetos com uma massa (ou massa mínima) igual ou inferior a 30 MJ.

#### Subanã marrom

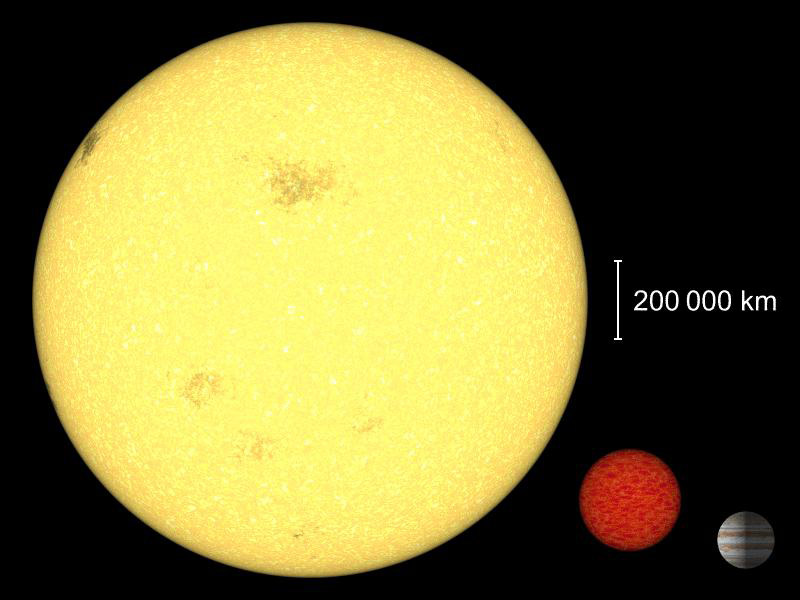
Uma comparação de tamanho entre o Sol, uma jovem subanã marrom e Júpiter. À medida que a subanã marrom envelhece, ela gradualmente esfria e encolhe

Objetos abaixo de 13 MJ, chamados subanã marrom ou anã marrom de massa planetária, se formam da mesma maneira que estrelas e anãs marrons (ou seja, através do colapso de uma nuvem de gás), mas têm uma massa abaixo da massa limite para a fusão termonuclear do deutério.
Alguns pesquisadores os chamam de planetas flutuantes, enquanto outros os chamam de anãs marrons de massa planetária.

### Papel de outras propriedades físicas na estimativa de massa
Embora as características espectroscópicas possam ajudar a distinguir entre estrelas de baixa massa e anãs marrons, muitas vezes é necessário estimar a massa para chegar a uma conclusão. A teoria por trás da estimativa de massa é que as anãs marrons com uma massa semelhante se formam de maneira semelhante e são quentes quando se formam. Algumas têm tipos espectrais semelhantes a estrelas de baixa massa, como 2M1101AB. À medida que esfriam, as anãs marrons devem manter uma gama de luminosidades dependendo da massa. Sem a idade e luminosidade uma estimativa de massa é difícil; por exemplo, uma anã marrom de classe L pode ser uma velha anã marrom com uma alta massa (possivelmente uma estrela de baixa massa) ou uma jovem anã marrom com uma massa muito baixa. Para as anãs Y, isso é um problema menor, pois elas permanecem objetos de baixa massa perto do limite das subanãs marrons, mesmo para estimativas de idade relativamente alta. Para as anãs L e T ainda é útil ter uma estimativa de idade precisa. A luminosidade é aqui a propriedade menos preocupante, pois pode ser estimada a partir da distribuição de energia espectral. A estimativa da idade pode ser feita de duas maneiras. Ou a anã marrom é jovem e ainda possui características espectrais associadas à juventude ou a anã marrom se move com uma estrela ou grupo estelar (aglomerado ou associação estelar), que facilitam a obtenção de estimativas de idade. Uma anã marrom muito jovem que foi mais estudada com este método é 2M1207 e a companheira 2M1207b. Com base na localização, movimento próprio e assinatura espectral, este objeto foi determinado como pertencente à associação TW Hydrae de ~8 milhões de anos e a massa do secundário foi determinada como estando abaixo do limite de queima de deutério com 8 ± 2 MJ. Um exemplo muito antigo de uma estimativa de idade que faz uso do co-movimento é a anã marrom + anã branca binária COCONUTS-1, com a anã branca tendo uma idade total de 7.3+2.8
−1.6 bilhões de anos. Neste caso, a massa não foi estimada com a idade derivada, mas o co-movimento forneceu uma estimativa precisa da distância, usando a paralaxe da sonda Gaia. Usando essa medida, os autores estimaram o raio, que foi usado para estimar a massa da anã marrom como 15.4+0.9
−0.8 MJ.

## Observações

### Classificação das anãs marrons

#### Classe espectral M

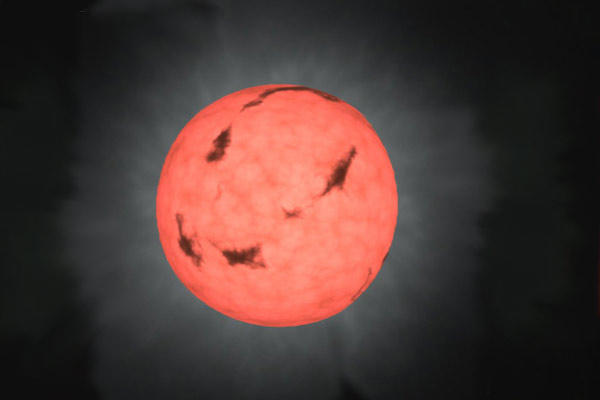
Concepção artística de uma anã M tardia

Estas são anãs marrons com uma classe espectral de M5.5 ou superior; elas também são chamadas de anãs M tardias. Estas podem ser consideradas anãs vermelhas aos olhos de alguns cientistas. Muitas anãs marrons com classe espectral M são objetos jovens, como Teide 1.

#### Classe espectral L

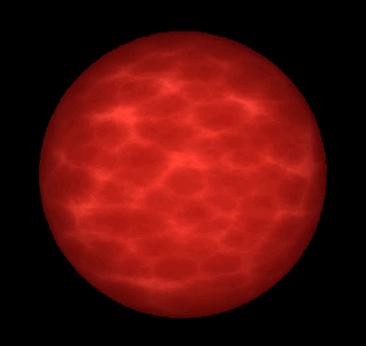
Concepção artística de uma anã L

A característica definidora da classe espectral M, o tipo mais frio na sequência estelar clássica de longa data, é um espectro óptico dominado por bandas de absorção de moléculas de óxido de titânio(II) (TiO) e óxido de vanádio(II) (VO). No entanto, GD 165B, a companheira fria da anã branca GD 165, não tinha nenhuma das características típicas de TiO das anãs M. A identificação subsequente de muitos objetos como GD 165B acabou levando à definição de uma nova classe espectral, as anãs L, definidas na região óptica vermelha do espectro não por bandas de absorção de óxido de metal (TiO, VO), mas por hidreto de metal bandas de emissão (FeH, CrH, MgH, CaH) e linhas atômicas proeminentes de metais alcalinos (Na, K, Rb, Cs). Em 2013, mais de 900 anãs L foram identificadas, a maioria por levantamentos de campo amplo: o Two Micron All Sky Survey (2MASS), Deep Near Infrared Survey of the Southern Sky (DENIS) e o Sloan Digital Sky Survey (SDSS). Esta classe espectral contém não apenas as anãs marrons, porque as estrelas mais frias da sequência principal acima das anãs marrons (> 80 MJ) têm a classe espectral L2 a L6.

#### Classe espectral T

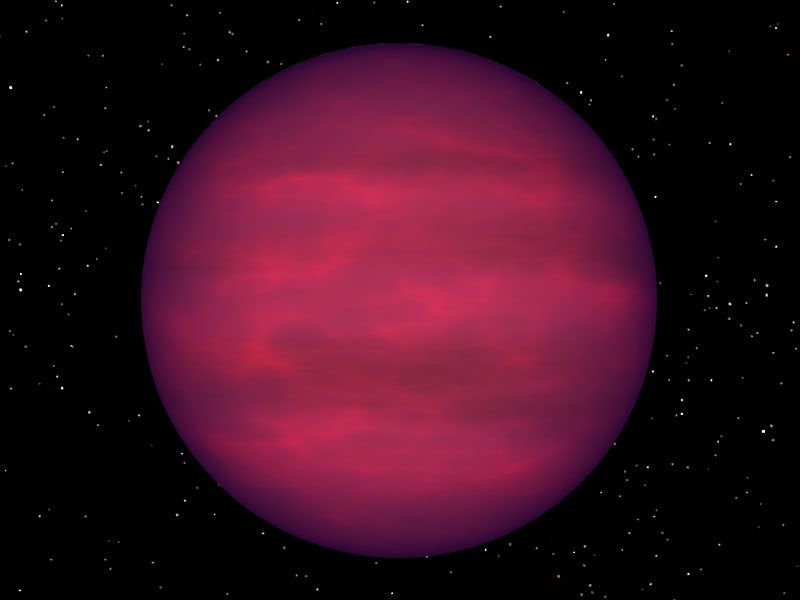
Concepção artística de uma anã T

Como GD 165B é o protótipo de anãs L, Gliese 229 Ab é o protótipo de uma segunda nova classe espectral, as anãs T. As anãs T são rosa-magenta. Enquanto os espectros de infravermelho-próximo (NIR) de anãs L mostram fortes bandas de absorção de H2O e monóxido de carbono (CO), o espectro NIR de Gliese 229 Ab é dominado por bandas de absorção de metano (CH4), características que foram encontradas apenas nos planetas gigantes do Sistema Solar e Titã. CH4, H2O e absorção induzida por colisão (CIA) de hidrogênio molecular (H2) dão ao Gliese 229 Ab cores de infravermelho-próximo azuis. Seu espectro óptico vermelho inclinado também carece das bandas FeH e CrH que caracterizam as anãs L e, em vez disso, é influenciado por recursos de absorção excepcionalmente amplos dos metais alcalinos Na e K. Essas diferenças levaram J. Davy Kirkpatrick a propor a classe espectral T para objetos exibindo absorção de CH4 nas bandas H e K. A partir de 2013, 355 anãs T são conhecidas. Esquemas de classificação NIR para anãs T foram recentemente desenvolvidos por Adam Burgasser e Tom Geballe. A teoria sugere que as anãs L são uma mistura de estrelas de massa muito baixa e objetos subestelares (anãs marrons), enquanto a classe das anãs T é composta inteiramente de anãs marrons. Devido à absorção de sódio e potássio na parte verde do espectro das anãs T, estima-se que a aparência real das anãs T para a percepção visual humana não seja marrom, mas magenta. Anãs marrons da classe T, como WISE 0316+4307, foram detectadas a mais de 100 anos-luz do Sol.

#### Classe espectral Y

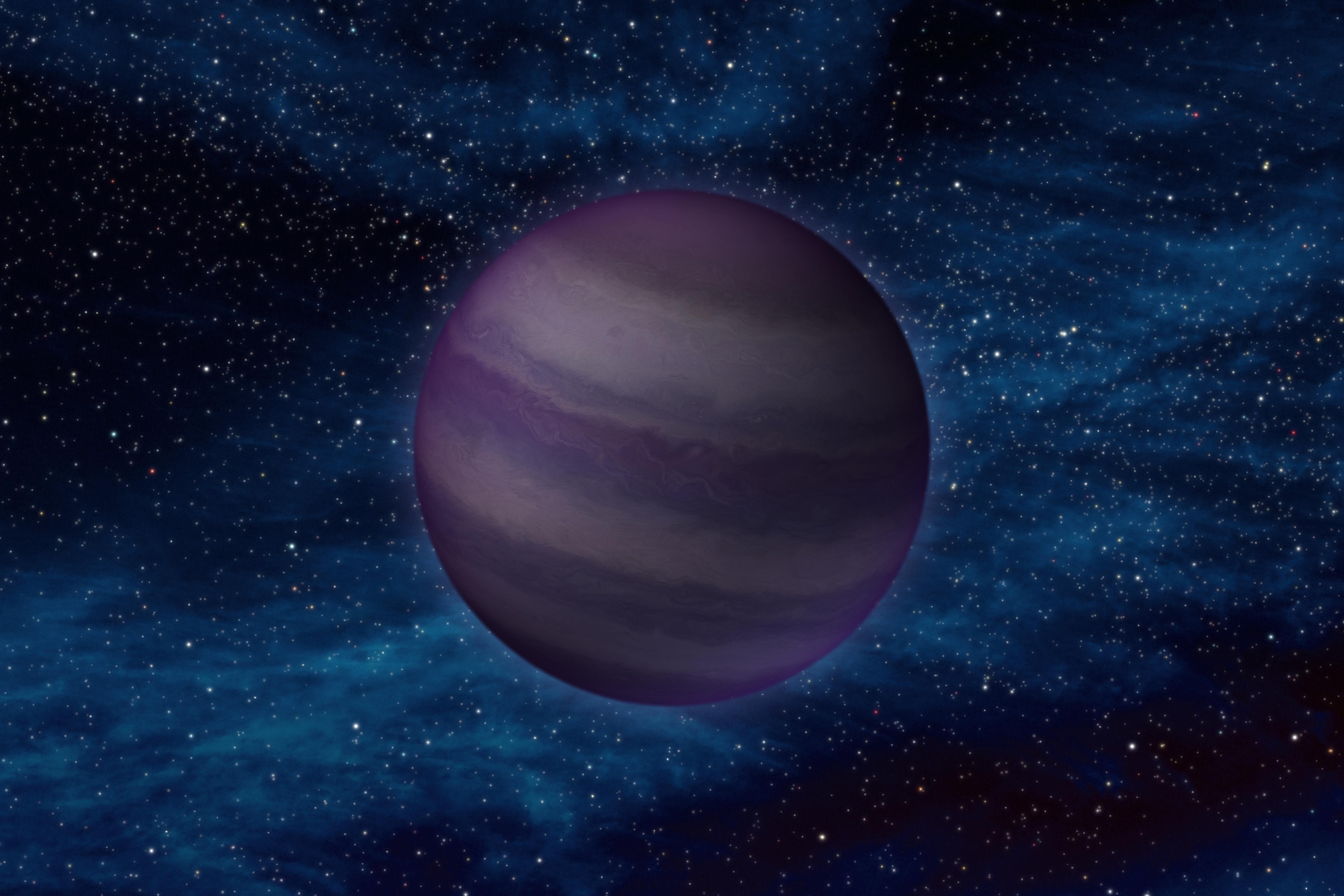
Concepção artística de uma anã Y

Em 2009, as anãs marrons mais frias conhecidas estimaram temperaturas efetivas entre 500 e 600 K (227-327 °C) e foram atribuídas à classe espectral T9. Três exemplos são as anãs marrons CFBDS J005910.90–011401.3, ULAS J133553.45+113005.2 e ULAS J003402.77−005206.7. Os espectros desses objetos têm picos de absorção em torno de 1.55 micrômetros. Delorme et ai. sugeriram que essa característica se deve à absorção de amônia e que isso deveria ser interpretado como uma indicação da transição T-Y, tornando esses objetos de classe Y0. No entanto, é difícil distinguir a característica da absorção por água e metano, e outros autores afirmaram que a atribuição de classe Y0 é prematura.
Em abril de 2010, duas subanãs marrons ultrafrias recém-descobertas (UGPS 0722-05 e SDWFS 1433+35) foram propostas como protótipos para a classe espectral Y0.
Em fevereiro de 2011, Luhman et al. relataram a descoberta de WD 0806-661B, uma anã marrom companheira de uma anã branca próxima com uma temperatura de c. 300 K (27 °C) e massa de 7 MJ. Embora de massa planetária, Rodriguez et al. sugerem que é improvável que tenha se formado da mesma maneira que os planetas.
Pouco tempo depois, Liu et al. publicou um relato de uma anã marrom "muito fria" (c. 370 K (97 °C)) orbitando outra anã marrom de massa muito baixa e observou que "Dada sua baixa luminosidade, cores atípicas e temperatura fria, CFBDS J1458+10B é um candidato promissor para a hipotética classe espectral Y."
Em agosto de 2011, cientistas usando dados do Wide-field Infrared Survey Explorer (WISE) da NASA descobriram seis objetos que eles classificaram como anãs Y com temperaturas de até 298 K (25 °C).

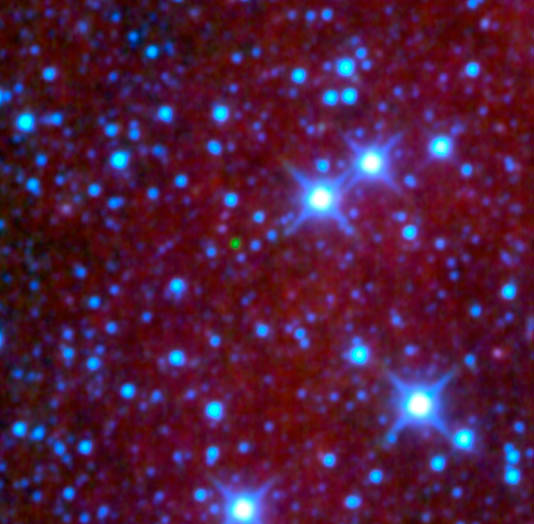
WISE 0458+6434 é a primeira anã marrom ultrafria (ponto verde) descoberta pelo WISE. O verde e o azul vêm de comprimentos de onda infravermelhos mapeados para cores visíveis

Dados do WISE revelaram centenas de novas anãs marrons. Destes, 14 são classificados como classe Y. Uma das anãs Y, chamada WISE 1828+2650, era, em agosto de 2011, a detentora do recorde de anã marrom mais fria, não emitindo nenhuma luz visível, esse tipo de objeto se assemelha mais a planetas órfãos do que a estrelas. WISE 1828+2650 foi inicialmente estimado para ter uma temperatura atmosférica mais baixa que 300 K (27 °C). Desde então, sua temperatura foi revisada e estimativas mais recentes a colocam na faixa de 250 a 400 K (-23 a 127 °C).
Em abril de 2014, o WISE 0855-0714 foi anunciado com um perfil de temperatura estimado em torno de 225 a 260 K (−48 a −13 °C) e uma massa de 3 a 10 MJ. Também era incomum que sua paralaxe observada significasse uma distância próxima a 7.2 ± 0.7 anos-luz do Sistema Solar.
O catálogo CatWISE combina a pesquisa WISE e NEOWISE da NASA. Ele expande o número de fontes fracas e, portanto, é usado para encontrar as anãs marrons mais fracas, incluindo as anãs Y. Dezessete candidatos a anãs Y foram descobertas pelos pesquisadores do CatWISE. A cor inicial com o Telescópio Espacial Spitzer indicou que CW1446 é uma das anãs Y mais vermelhas e frias. Dados adicionais do Spitzer mostraram que CW1446 é a quinta anã marrom mais vermelha com uma temperatura de cerca de 310 a 360 K (37–87 °C) a uma distância de cerca de 10 parsec.
Uma pesquisa no catálogo CatWISE em 2019 revelou CWISEP J1935-1546, uma das anãs marrons mais frias com uma temperatura estimada de 270 a 360 K (-3 a 87 °C).
Em janeiro de 2020, a descoberta do WISE J0830+2837, inicialmente descoberta por cientistas cidadãos do projeto Backyard Worlds, foi apresentada no 235.º encontro da American Astronomical Society. Esta anã Y está a 36.5 anos-luz de distância do Sistema Solar e tem uma temperatura de cerca de 350 K (77 °C).

#### Função da mistura vertical

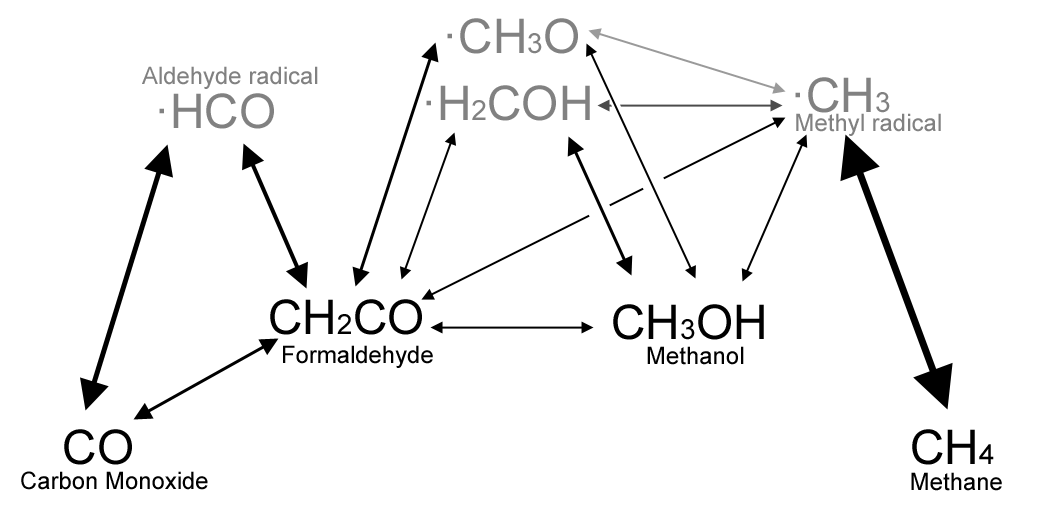
Principais vias químicas que ligam monóxido de carbono e metano. Os radicais de vida curta são marcados com um ponto. Adotado de Zahnle & Marley

Na atmosfera dominada por hidrogênio das anãs marrons, existe um equilíbrio químico entre o monóxido de carbono e o metano. O monóxido de carbono reage com moléculas de hidrogênio e forma metano e hidroxila nesta reação. O radical hidroxila pode posteriormente reagir com o hidrogênio e formar moléculas de água. Na outra direção da reação, o metano reage com o hidroxila e forma monóxido de carbono e hidrogênio. A reação química é inclinada para o monóxido de carbono em temperaturas mais altas (anãs-L) e pressão mais baixa. Em temperaturas mais baixas (anãs-T) e pressão mais alta, a reação é inclinada para o metano e o metano predomina no limite T/Y. A mistura vertical da atmosfera pode, no entanto, fazer com que o metano afunde nas camadas inferiores da atmosfera e o monóxido de carbono suba dessas camadas inferiores e mais quentes. O monóxido de carbono é lento para reagir de volta ao metano por causa de uma barreira de energia que impede a quebra das ligações C-O. Isso força a atmosfera observável de uma anã marrom a estar em um desequilíbrio químico. A transição L/T é definida principalmente com a transição de uma atmosfera dominada por monóxido de carbono nas anãs L para uma atmosfera dominada por metano nas anãs T. A quantidade de mistura vertical pode, portanto, empurrar a transição L/T para temperaturas mais baixas ou mais altas. Isso se torna importante para objetos com gravidade superficial modesta e atmosferas extensas, como exoplanetas gigantes. Isso empurra a transição L/T para temperaturas mais baixas para exoplanetas gigantes. Para anãs marrons, essa transição ocorre por volta de 1200 K. O exoplaneta HR 8799 c, por outro lado, não apresenta metano, embora tenha uma temperatura de 1100K.
A transição entre as anãs T/Y é geralmente definida em torno de 500 K devido à falta de observações espectrais desses objetos frios e fracos. Observações futuras com Telescópio Espacial James Webb e Extremely Large Telescope podem melhorar a amostra de anãs Y com espectros observados. As anãs Y são dominadas por características espectrais profundas de metano, vapor de água e possivelmente características de absorção de amônia e gelo de água. Mistura vertical, nuvens, metalicidade, fotoquímica, raios, choques de impacto e catalisadores metálicos podem influenciar a temperatura na qual ocorre a transição L/T e T/Y.

#### Recursos secundários
| Recursos secundários | Recursos secundários |
| -------------------- | --- |
| pec                  | Este sufixo (por exemplo, L2pec) significa "peculiar".                                                                            |
| sd                   | Este prefixo (por exemplo, sdL0) significa subanã e indica uma baixa metalicidade e cor azul.                                     |
| β                    | Objetos com o sufixo beta (β) (por exemplo, L4β) têm uma gravidade superficial intermediária.                                     |
| γ                    | Objetos com o sufixo gama (γ) (por exemplo, L5γ) têm uma gravidade de superfície baixa.                                           |
| red                  | O sufixo vermelho (por exemplo, L0red) indica objetos sem sinais de juventude, mas com alto teor de poeira.                       |
| blue                 | O sufixo azul (por exemplo, L3blue) indica cores incomuns do infravermelho-próximo azul para anãs L sem baixa metalicidade óbvia. |

Anãs marrons jovens têm gravidades de superfície baixas porque têm raios maiores e massas menores em comparação com as estrelas de campo de tipo espectral semelhante. Essas fontes são marcadas por uma letra beta (β) para gravidade superficial intermediária e gama (γ) para gravidade superficial baixa. A indicação de baixa gravidade superficial são as linhas fracas de CaH, K I e Na I, bem como a forte linha de VO. Alfa (α) significa gravidade de superfície normal e geralmente é descartado. Às vezes, uma gravidade superficial extremamente baixa é denotada por um delta (δ). O sufixo "pec" significa peculiar. O sufixo peculiar ainda é usado para outras feições incomuns e resume diferentes propriedades, indicativas de baixa gravidade superficial, subanãs e binárias não resolvidas. O prefixo sd significa subanã e inclui apenas subanãs legais. Este prefixo indica uma baixa metalicidade e propriedades cinemáticas que são mais semelhantes às estrelas do halo do que às estrelas de disco. Subanãs parecem mais azuis do que objetos de disco. O sufixo vermelho descreve objetos com cor vermelha, mas de idade mais avançada. Isso não é interpretado como baixa gravidade superficial, mas como alto teor de poeira. O sufixo azul descreve objetos com cores azuis do infravermelho-próximo que não podem ser explicadas com baixa metalicidade. Alguns são explicados como binários L+T, outros não são binários, como 2MASS J11263991−5003550 e são explicados com nuvens finas e/ou de granulação grande.

### Propriedades espectrais e atmosféricas de anãs marrons

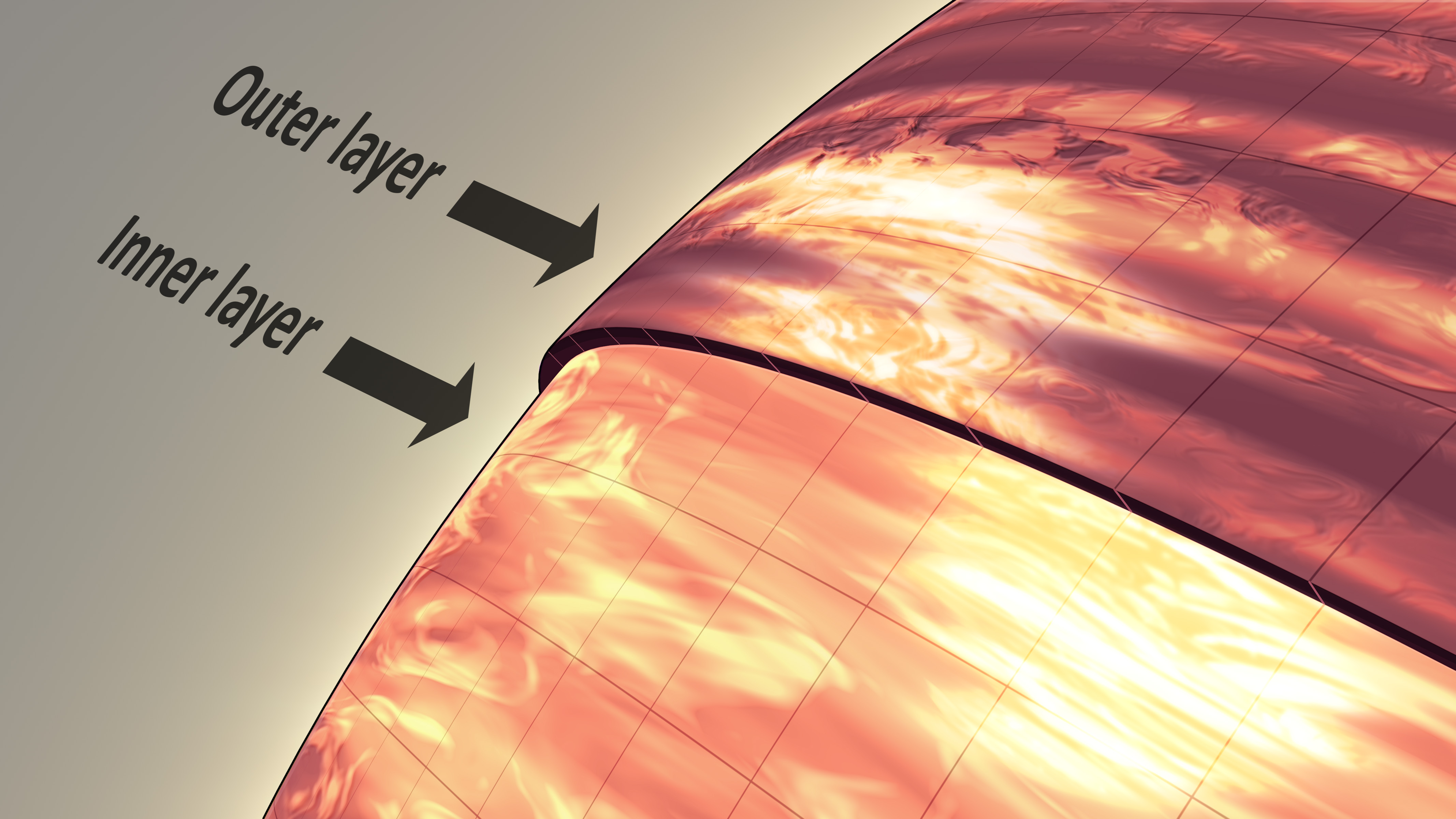
Concepção artística da estrutura interior de uma anã marrom. Camadas de nuvens em certas profundidades são deslocadas como resultado da mudança de camada.

A maioria do fluxo emitido pelas anãs L e T está na faixa do infravermelho-próximo de 1 a 2.5 micrômetros. Temperaturas baixas e decrescentes através da sequência anã tardia M, L e T resultam em um rico espectro de infravermelho-próximo contendo uma ampla variedade de características, desde linhas relativamente estreitas de espécies atômicas neutras até amplas bandas moleculares, todas as quais têm diferentes dependências de temperatura, gravidade e metalicidade. Além disso, essas condições de baixa temperatura favorecem a condensação fora do estado gasoso e a formação de grãos.

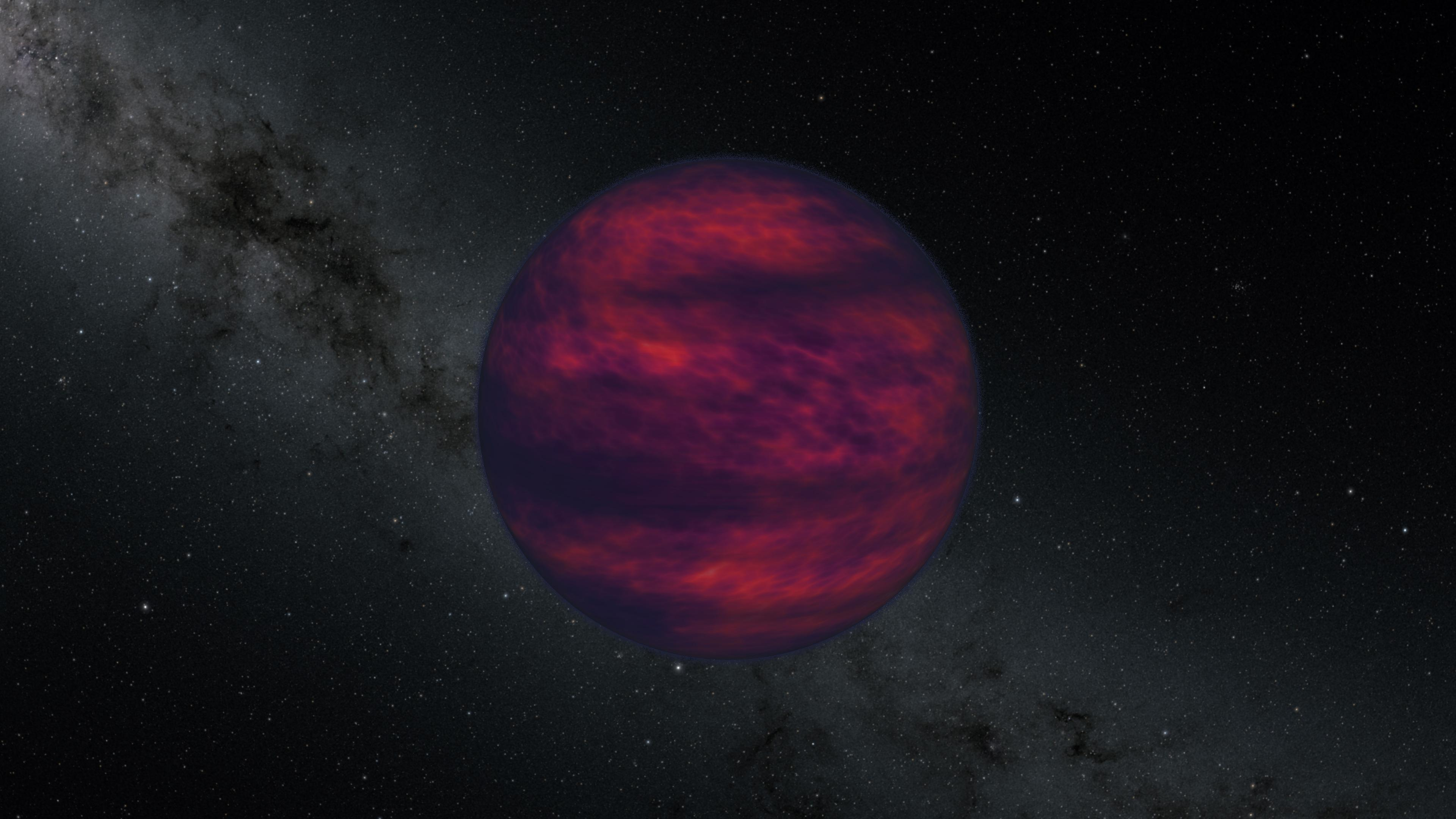
Vento medido (Telescópio espacial Spitzer; Concepção artística; 9 de abril de 2020)

Atmosferas típicas de anãs marrons conhecidas variam em temperatura de 2.200 a 750 K. Em comparação com as estrelas, que se aquecem com fusão interna constante, as anãs marrons esfriam rapidamente com o tempo; anãs mais massivas esfriam mais lentamente do que as menos massivas. Há alguma evidência de que o resfriamento das anãs marrons diminui na transição entre as classes espectrais L e T (cerca de 1.000 K).
Observações de candidatas conhecidas a anãs marrons revelaram um padrão de brilho e escurecimento das emissões infravermelhas que sugere padrões de nuvens relativamente frias e opacas que obscurecem um interior quente agitado por ventos extremos. Acredita-se que o clima nesses corpos seja extremamente forte, comparável, mas muito superior, às famosas tempestades de Júpiter.
Em 8 de janeiro de 2013, astrônomos usando os telescópios espaciais Hubble e Spitzer da NASA sondaram a atmosfera tempestuosa de uma anã marrom chamada 2MASS J22282889–4310262, criando o "mapa meteorológico" mais detalhado de uma anã marrom até agora. Mostra nuvens do tamanho de planetas impulsionadas pelo vento. A nova pesquisa é um trampolim para uma melhor compreensão não apenas das anãs marrons, mas também das atmosferas dos planetas além do Sistema Solar.
Em abril de 2020, cientistas relataram velocidades de vento de +650 ± 310 metros por segundo (até 2.333 km/h) na anã marrom próxima 2MASS J10475385+2124234. Para calcular as medições, os cientistas compararam o movimento rotacional das características atmosféricas, conforme determinado pelas mudanças de brilho, contra a rotação eletromagnética gerada pelo interior da anã marrom. Os resultados confirmaram as previsões anteriores de que as anãs marrons teriam ventos fortes. Os cientistas esperam que esse método de comparação possa ser usado para explorar a dinâmica atmosférica de outras anãs marrons e exoplanetas.

### Técnicas de observação

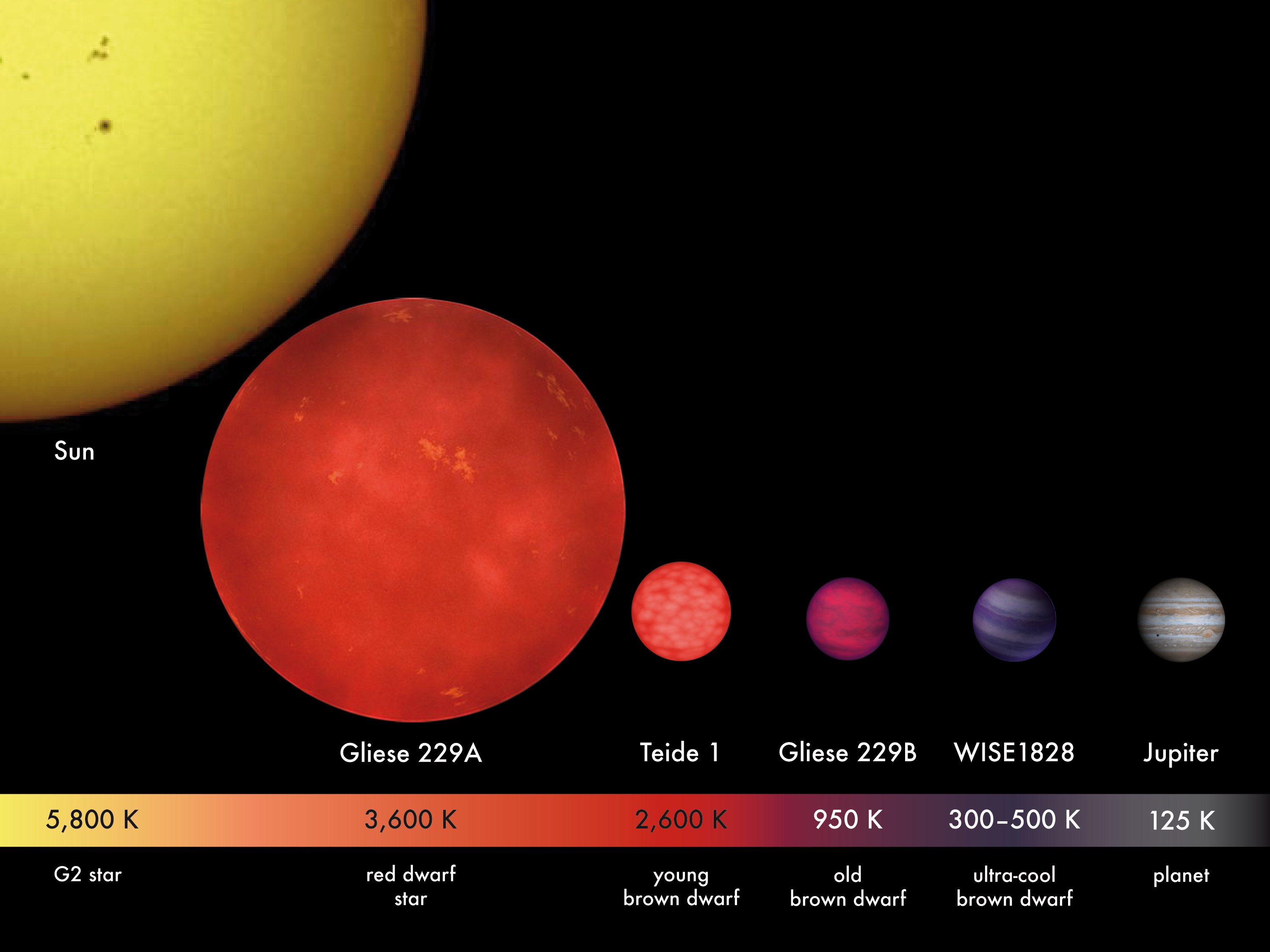
Anãs marrons Teide 1, Gliese 229 Ab e WISE 1828+2650 em comparação com a anã vermelha Gliese 229 Ac, Júpiter e nosso Sol

Coronógrafos foram usados recentemente para detectar objetos fracos orbitando estrelas visíveis brilhantes, incluindo Gliese 229 Ab.
Telescópios sensíveis equipados com dispositivos de carga acoplada (CCDs) têm sido usados para pesquisar aglomerados de estrelas distantes em busca de objetos fracos, incluindo o Teide 1.
Pesquisas de campo profundo identificaram objetos fracos individuais, como Kelu-1 (30 anos-luz de distância).
As anãs marrons são frequentemente descobertas em pesquisas para descobrir exoplanetas. Os métodos de detecção de exoplanetas também funcionam para anãs marrons, embora as anãs marrons sejam muito mais fáceis de detectar.
Anãs marrons podem ser poderosos emissores de emissão de rádio devido a seus fortes campos magnéticos. Programas de observação no Observatório de Arecibo e no Very Large Array detectaram mais de uma dúzia desses objetos, também chamados de anãs ultrafrias porque compartilham propriedades magnéticas comuns com outros objetos dessa classe. A detecção de emissão de rádio de anãs marrons permite que suas intensidades de campo magnético sejam medidas diretamente.

### Conquistas
- 1995: Primeira anã marrom verificada. Teide 1, um objeto M8 no aglomerado das Plêiades, é identificado com um CCD no Observatório do Roque de los Muchachos do Instituto de Astrofísica das Canárias.
- Primeira anã marrom de metano verificada. Gliese 229 Ab é descoberto orbitando a anã vermelha Gliese 229 (20 anos-luz de distância) usando um coronógrafo de óptica adaptativa para aprimorar imagens do telescópio refletor de 60 polegadas (1.5 m) no Observatório Palomar na Montanha Palomar, no sul da Califórnia, Estados Unidos; a espectroscopia infravermelha de acompanhamento feita com seu telescópio Hale de 200 polegadas (5.1 m) mostra uma abundância de metano.
- 1998: Primeira anã marrom emissora de raios-X encontrada. Cha Halpha 1, um objeto M8 na nuvem escura Camaleão I, é considerado uma fonte de raios-X, semelhante a estrelas convectivas de tipo tardio.
- 15 de dezembro de 1999: primeira erupção de raios-X detectada de uma anã marrom. Uma equipe da Universidade da Califórnia monitorando o LP 944-20 (60 MJ, 16 anos-luz de distância) por meio do Observatório de raios-X Chandra, detecta uma erupção de 2 horas.[82]
- 27 de julho de 2000: primeira emissão de rádio (em erupção e quiescência) detectada de uma anã marrom. Uma equipe de estudantes do Very Large Array detectou uma emissão do LP 944-20.[83]
- 30 de abril de 2004: Primeira detecção de um exoplaneta candidato em torno de uma anã marrom: 2M1207b descoberto com o Very Large Telescope (VLT) e o primeiro exoplaneta diretamente fotografado.[84]
- 20 de março de 2013: Descoberta do sistema anã marrom mais próximo: Luhman 16.[85]
- 25 de abril de 2014: Descoberta a anã marrom mais fria conhecida. WISE 0855−0714 está a 7.2 anos-luz de distância (sétimo sistema mais próximo do Sol) e tem uma temperatura entre −48 e −13 °C.[63]

### Anã marrom como fonte de raios-X

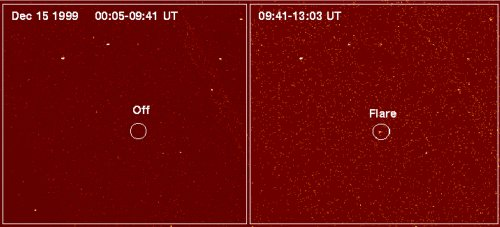
imagem do Chandra de LP 944-20 antes da erupção e durante a erupção

Erupções de raios-X detectadas em anãs marrons desde 1999 sugerem mudanças nos campos magnéticos dentro delas, semelhantes aos das estrelas de massa muito baixa.
Sem uma forte fonte central de energia nuclear, o interior de uma anã marrom está em ebulição rápida ou estado convectivo. Quando combinada com a rápida rotação que a maioria das anãs marrons exibe, a convecção cria condições para o desenvolvimento de um forte campo magnético emaranhado perto da superfície. A erupção observada por Chandra de LP 944-20 pode ter sua origem no turbulento material magnetizado quente abaixo da superfície da anã marrom. Uma erupção subsuperficial poderia conduzir calor para a atmosfera, permitindo que correntes elétricas fluíssem e produzissem uma erupção de raios-X, como um raio. A ausência de raios-X do LP 944-20 durante o período sem queima também é um resultado significativo. Ele define o limite observacional mais baixo para a potência estável de raios-X produzida por uma anã marrom e mostra que as coroas deixam de existir quando a temperatura da superfície de uma anã marrom esfria abaixo de cerca de 2.800 K e se torna eletricamente neutra.
Usando o Observatório de raios-X Chandra da NASA, os cientistas detectaram raios-X de uma anã marrom de baixa massa em um sistema estelar múltiplo. Esta é a primeira vez que uma anã marrom tão próxima de sua(s) estrela(s)-mãe (estrelas semelhantes ao Sol TWA 5A) foi resolvida em raios-X. "Nossos dados do Chandra mostram que os raios-X se originam do plasma coronal da anã marrom, que tem cerca de 3 milhões de graus Celsius", disse Yohko Tsuboi, da Universidade Chuo, em Tóquio, Japão. "Esta anã marrom é tão brilhante quanto o Sol hoje em raios-X, enquanto é 50 vezes menos massiva que o Sol", disse Tsuboi. "Esta observação, portanto, levanta a possibilidade de que mesmo planetas massivos possam emitir raios-X por si mesmos durante sua juventude!"

### Anãs marrons como fontes de rádio
A primeira anã marrom descoberta a emitir sinais de rádio foi a LP 944-20, que foi observada com base em sua emissão de raios-X. Aproximadamente 5 a 10% das anãs marrons parecem ter campos magnéticos fortes e emitem ondas de rádio, e pode haver até 40 anãs marrons magnéticas dentro de 81.5 anos-luz do Sol com base na modelagem de Monte Carlo e sua densidade espacial média. O poder das emissões de rádio das anãs marrons é aproximadamente constante, apesar das variações em suas temperaturas. As anãs marrons podem manter campos magnéticos de até 6 kG de força. Os astrônomos estimaram que as magnetosferas das anãs marrons abrangem uma altitude de aproximadamente 107 m, dadas as propriedades de suas emissões de rádio. Não se sabe se as emissões de rádio das anãs marrons se assemelham mais às de planetas ou estrelas. Algumas anãs marrons emitem pulsos de rádio regulares, que às vezes são interpretados como emissões de rádio transmitidas dos polos, mas também podem ser transmitidas de regiões ativas. A reversão regular e periódica da orientação das ondas de rádio pode indicar que os campos magnéticos das anãs marrons invertem periodicamente a polaridade. Essas reversões podem ser o resultado de um ciclo de atividade magnética da anã marrom, semelhante ao ciclo solar.

### Desenvolvimentos recentes

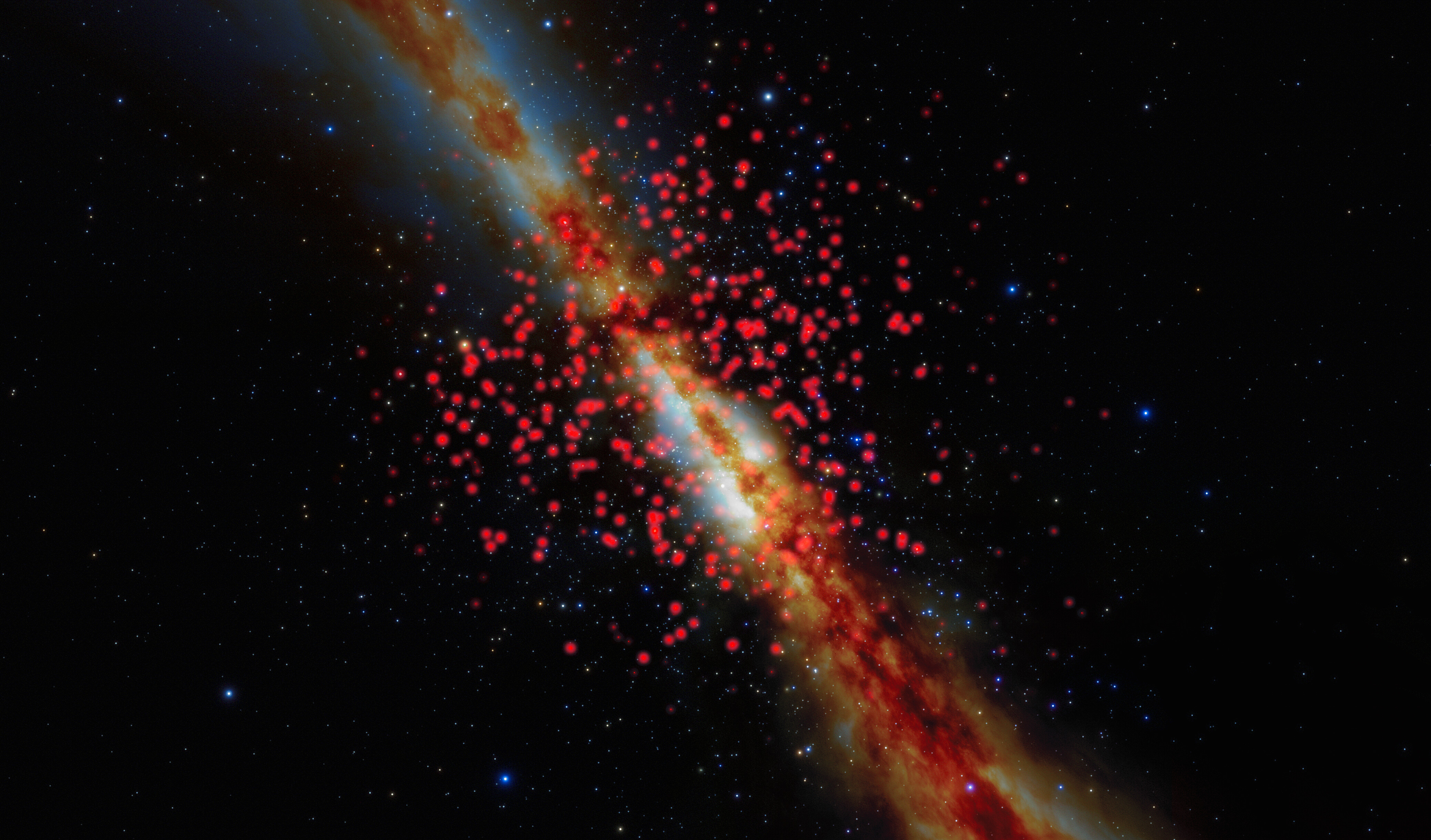
Uma visualização representando um mapa tridimensional de anãs marrons (pontos vermelhos) que foram descobertas a 65 anos-luz do Sol

As estimativas das populações de anãs marrons na vizinhança solar sugerem que pode haver até 6 estrelas para cada anã marrom. Uma estimativa mais recente de 2017 usando o jovem aglomerado estelar RCW 38 concluiu que a Via Láctea contém entre 25 e 100 bilhões de anãs marrons. (Compare esses números com as estimativas do número de estrelas na Via Láctea; 100 a 400 bilhões.)
Em um estudo publicado em agosto de 2017, o Telescópio Espacial Spitzer da NASA monitorou variações de brilho infravermelho em anãs marrons causadas por nuvens de espessura variável. As observações revelaram ondas de grande escala se propagando nas atmosferas de anãs marrons (semelhante à atmosfera de Netuno e outros planetas gigantes do Sistema Solar). Essas ondas atmosféricas modulam a espessura das nuvens e se propagam com diferentes velocidades (provavelmente devido à rotação diferencial).
Em agosto de 2020, os astrônomos descobriram 95 anãs marrons perto do Sol por meio do projeto Backyard Worlds: Planet 9.

## Anãs marrons binárias

Imagens de várias épocas de anãs marrons binárias tiradas com o Telescópio Espacial Hubble. A binária Luhman 16 AB (à esquerda) está mais próximo do Sistema Solar do que os outros exemplos mostrados aqui

### Anãs marrons binárias de anãs marrons
As anãs marrons binárias de classe M, L e T são menos comuns com uma massa menor do primário. As anãs L têm uma fração binária de cerca de 24+6
−2% e a fração binária para as anãs tardias e Y iniciais (T5-Y0) é de cerca de 8±6%.
Os binários de anãs marrons têm uma proporção maior de companheiro para hospedeiro {\displaystyle q=M_{B}/M_{A}} para binários de menor massa. Binários com uma estrela de classe M como primária têm, por exemplo, uma ampla distribuição de {\displaystyle q} com uma preferência de q≥0.4. As anãs marrons, por outro lado, mostram uma forte preferência por q≥0.7. A separação está diminuindo com a massa: estrelas de classe M têm um pico de separação em 3-30 unidades astronômicas (UA), anãs marrons de classe M-L têm um pico de separação projetado em 5 a 8 UA e objetos T5-Y0 têm uma separação projetada que segue uma distribuição log-normal com uma separação de pico de cerca de 2.9 UA.
Um exemplo é a anã marrom mais próxima binária Luhman 16 AB com uma anã primária L7.5 e uma separação de 3.5 UA e q=0.85. A separação está na extremidade inferior da separação esperada para anãs marrons de classe M-L, mas a proporção de massa é típica.
Não se sabe se a mesma tendência continua com as anãs Y, porque seu tamanho de amostra é muito pequeno. As binárias das anãs Y+Y devem ter uma alta razão de massa {\displaystyle q} e uma baixa separação, atingindo escalas menores que uma UA. A anã Y+Y WISE J0336−0143 foi recentemente confirmada como uma binária com o Telescópio Espacial James Webb e tem uma razão de massa de q=0.62±0.05 e uma separação de 0.97 UA. Os pesquisadores apontam que o tamanho da amostra de anãs marrons binárias de baixa massa é pequeno demais para determinar se o WISE J0336−0143 é um representante típico de binárias de baixa massa ou um sistema peculiar.
Observações da órbita de sistemas binários contendo anãs marrons podem ser usadas para medir a massa da anã marrom. No caso de 2MASSW J0746425+2000321, o secundário pesa 6% da massa solar. Esta medição é chamada de massa dinâmica. O sistema anã marrom mais próximo do Sistema Solar é o binário Luhman 16. Tentou-se procurar planetas em torno deste sistema com um método semelhante, mas nenhum foi encontrado.

### Binários incomuns de anãs marrons
O amplo sistema binário 2M1101AB foi o primeiro binário com uma separação maior que 20 unidades astronômicas (UA). A descoberta do sistema deu informações definitivas sobre a formação de anãs marrons. Anteriormente, pensava-se que amplas anãs marrons binárias não eram formadas ou, pelo menos, eram interrompidas nas idades de 1 a 10 milhões de anos. A existência deste sistema também é inconsistente com a hipótese de ejeção. A hipótese da ejeção foi uma hipótese proposta na qual as anãs marrons se formam em um sistema múltiplo, mas são ejetadas antes de ganhar massa suficiente para queimar hidrogênio.
Mais recentemente, o amplo binário W2150AB foi descoberto. Tem uma proporção de massa e energia de ligação semelhantes a 2M1101AB, mas uma idade maior e está localizado em uma região diferente da galáxia. Enquanto 2M1101AB está em uma região muito populosa, o binário W2150AB está em um campo esparsamente separado. Deve ter sobrevivido a qualquer interação dinâmica em seu aglomerado estelar natal. O binário também pertence a alguns binários L+T que podem ser facilmente resolvidos por observatórios terrestres. Os outros dois são SDSS J1416+13AB e Luhman 16.
Existem outros sistemas binários interessantes, como o sistema binário de anã marrom eclipsante 2MASS J05352184–0546085. Estudos fotométricos deste sistema revelaram que a anã marrom menos massiva do sistema é mais quente que sua companheira de maior massa.

### Anãs marrons em torno de estrelas
Anãs marrons e planetas massivos em uma órbita próxima (menos de 5 UA) em torno de estrelas são raros e isso às vezes é descrito como o deserto de anãs marrons. Menos de 1% das estrelas com a massa do Sol têm uma anã marrom dentro de 3 a 5 UA.
Um exemplo de uma estrela anã marrom binária é a primeira anã T Gliese 229 B descoberta, que orbita em torno da estrela da sequência principal Gliese 229 A, uma anã vermelha. Anãs marrons orbitando subgigantes também são conhecidas, como TOI-1994b, que orbita sua estrela a cada 4.03 dias.
Também há desacordo se algumas anãs marrons de baixa massa devem ser consideradas planetas. O NASA Exoplanet Archive inclui anãs marrons com uma massa mínima menor ou igual a 30 massas de Júpiter como planetas, desde que outros critérios sejam cumpridos (por exemplo, orbitando uma estrela). O Working Group on Extrasolar Planets (WGESP) da União Astronômica Internacional, por outro lado, considera apenas planetas com massa inferior a 13 massas de Júpiter.

### Binárias anã branca e anã marrom
Anãs marrons ao redor de anãs brancas são bastante raras. GD 165 B, o protótipo de anã L, é um desses sistemas. Tais sistemas podem ser úteis para determinar a idade do sistema e a massa da anã marrom. Outros binários de anãs brancas e anãs marrons são COCONUTS-1 AB (7 bilhões de anos), LSPM J0055+5948 AB (10 bilhões de anos), SDSS J22255+0016 AB (2 bilhões de anos) e WD 0806-661 AB (1.5 a 2.7 bilhões de anos).
Sistemas com anãs marrons com bloqueio de maré orbitando em torno de anãs brancas pertencem aos binários pós-envelope comuns ou PCEB. Apenas 8 PCEBs confirmados contendo uma anã branca com uma companheira anã marrom são conhecidos, incluindo WD 0137−349 AB. Na história passada dessas binárias anãs brancas e anãs marrons, a anã marrom é engolfada pela estrela na fase de gigante vermelha. As anãs marrons com massa inferior a 20 massas de Júpiter evaporariam durante o engolfamento. A escassez de anãs marrons orbitando perto de anãs brancas pode ser comparada com observações semelhantes de anãs marrons em torno de estrelas da sequência principal, descritas como o deserto de anãs marrons. O PCEB pode evoluir para uma estrela variável cataclísmica (CV*) com a anã marrom como doadora e no último estágio do sistema o binário pode se fundir. A nova CK Vulpeculae pode ser o resultado de uma fusão entre anãs brancas e anãs marrons.

## Formação e evolução

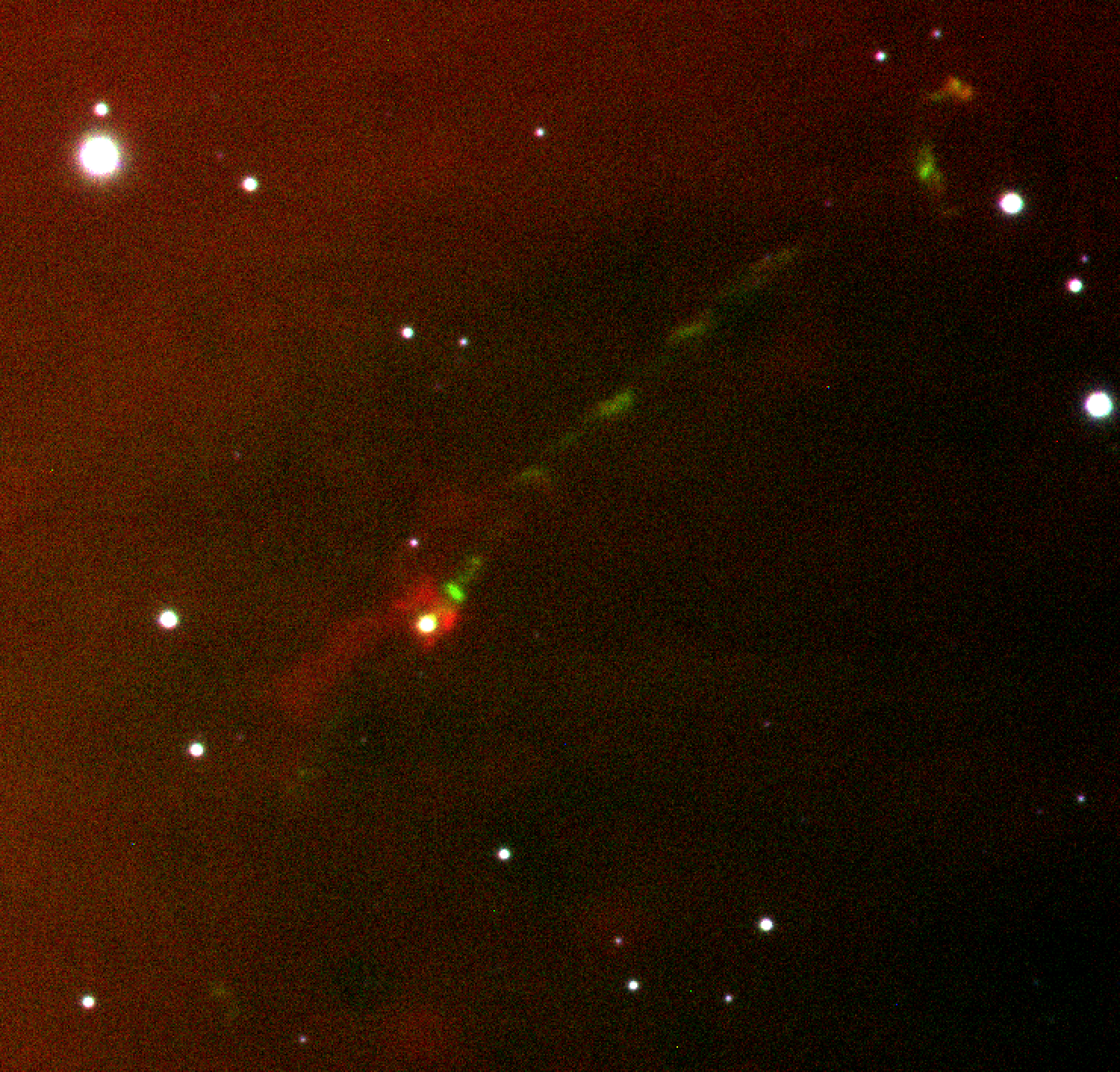
O jato HH 1165 lançado pela anã marrom Mayrit 1701117 na periferia externa do aglomerado Sigma Orionis

As anãs marrons se formam de forma semelhante às estrelas e são cercadas por discos protoplanetários, como Cha 110913-773444. Em 2017, havia apenas uma anã proto-marrom conhecida conectada a um grande objeto de Herbig–Haro. Esta é a anã marrom Mayrit 1701117, que é cercada por um pseudodisco e um disco Kepleriano. Mayrit 1701117 lança o jato H 1165 de 0.7 anos-luz de comprimento, visto principalmente em enxofre ionizado.
Descobriu-se que os discos em torno de anãs marrons têm muitas das mesmas características que os discos em torno de estrelas; portanto, espera-se que haja planetas formados por acreção em torno de anãs marrons. Dada a pequena massa dos discos anãs marrons, a maioria dos planetas serão planetas terrestres em vez de gigantes gasosos. Se um planeta gigante orbita uma anã marrom em nossa linha de visão, então, como eles têm aproximadamente o mesmo diâmetro, isso daria um grande sinal para detecção por trânsito. A zona de acreção de planetas em torno de uma anã marrom é muito próxima da própria anã marrom, então as forças de maré teriam um forte efeito.
A anã marrom Cha 110913-773444, localizada a 500 anos-luz de distância na constelação de Chamaeleon, pode estar em processo de formação de um sistema planetário em miniatura. Astrônomos da Universidade Estadual da Pensilvânia, Estados Unidos detectaram o que acreditam ser um disco de gás e poeira semelhante ao que supostamente formou o Sistema Solar. Cha 110913-773444 é a menor anã marrom encontrada até hoje (8 MJ) e, se formou um sistema planetário, seria o menor objeto conhecido a ter um.

## Planetas em torno de anãs marrons

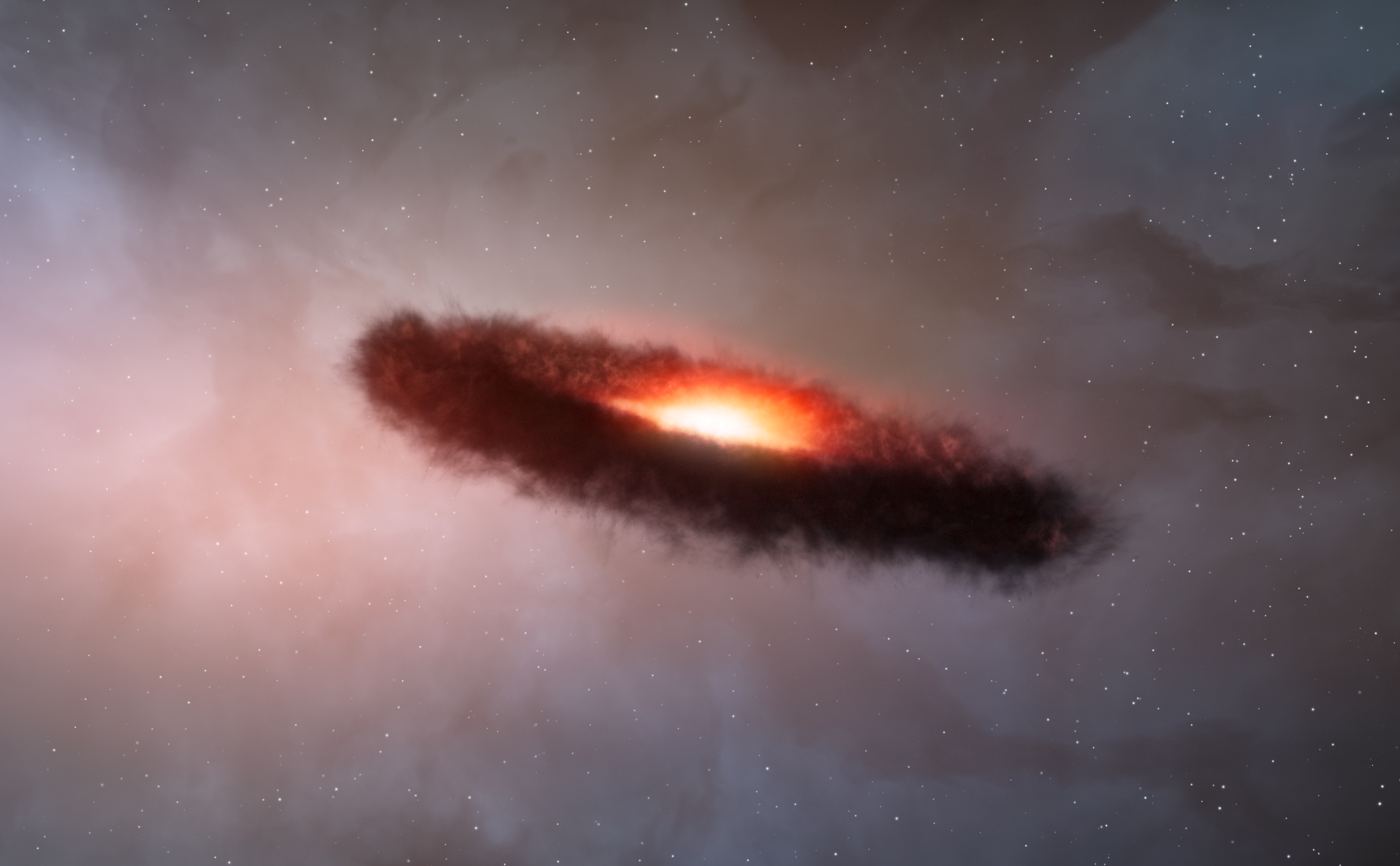
Concepção artística de um disco de poeira e gás em torno de uma anã marrom

Os objetos de massa planetária superjúpiter 2M1207b, 2MASS J044144 e Oph 98 B que estão orbitando anãs marrons em grandes distâncias orbitais podem ter se formado por colapso de nuvens em vez de acreção e, portanto, podem ser subanãs marrons em vez de planetas, o que é inferido a partir de massas relativamente grandes e órbitas grandes. A primeira descoberta de um companheiro de baixa massa orbitando uma anã marrom (ChaHα8) a uma pequena distância orbital usando a técnica de velocidade radial abriu caminho para a detecção de planetas em torno de anãs marrons em órbitas de algumas UA ou menores. No entanto, com uma razão de massa entre a companheira e a primária em ChaHα8 de cerca de 0.3, esse sistema se assemelha a uma estrela binária. Então, em 2008, o primeiro companheiro de massa planetária em uma órbita relativamente pequena (MOA-2007-BLG-192Lb) foi descoberto orbitando uma anã marrom.
Os planetas em torno de anãs marrons provavelmente são planetas de carbono sem água.
Um estudo de 2017, baseado em observações com o Telescópio Espacial Spitzer, estima que 175 anãs marrons precisam ser monitoradas para garantir (95%) pelo menos uma detecção de um planeta.

### Habitabilidade
A habitabilidade de planetas hipotéticos orbitando anãs marrons foi estudada. Os modelos de computador que sugerem as condições para que esses corpos tenham planetas habitáveis são muito rigorosos, sendo a zona habitável estreita, próxima (anã T 0.005 UA) e diminuindo com o tempo, devido ao resfriamento da anã marrom (elas se fundem por no máximo 10 milhões de anos). As órbitas teriam que ser de excentricidade extremamente baixa (da ordem de 10 elevado a menos 6) para evitar fortes forças de maré que desencadeariam um efeito estufa descontrolado nos planetas, tornando-os inabitáveis. Também não haveria satélites naturais.

## Anãs marrons superlativas
Em 1984, foi postulado por alguns astrônomos que o Sol pode ser orbitado por uma anã marrom não detectada (às vezes chamada de Nêmesis) que poderia interagir com a nuvem de Oort assim como as estrelas passageiras. No entanto, esta hipótese caiu em desuso.

### Tabela de primeiros
| Registro                                                                                | Nome                                             | Tipo espectral | RA/Dec                          | Constelação | Notas                                                                                              |
| --------------------------------------------------------------------------------------- | ------------------------------------------------ | -------------- | ------------------------------- | ----------- | -------------------------------------------------------------------------------------------------- |
| Primeira descoberta                                                                     | Teide 1 (Aglomerado Estelar Aberto das Plêiades) | M8             | 3h 47m 18.0s +24° 22′ 31″       | Taurus      | Imagens em 1989 e 1994                                                                             |
| Primeira imagem com coronografia                                                        | Gliese 229 B                                     | T6.5           | 06h 10m 34.62s −21° 51′ 52.1″   | Lepus       | Descoberto em 1994                                                                                 |
| Primeiro com planemo                                                                    | 2M1207                                           | M8             | 12h 07m 33.47s −39° 32′ 54.0″   | Centaurus   | Planeta descoberto em 2004                                                                         |
| Primeiro com um disco de poeira                                                         |                                                  |                |                                 |             | |
| Primeiro com fluxo bipolar                                                              | Rho-Oph 102 (SIMBAD: [GY92] 102)                 |                | 16h 26m 42.758s −24° 41′ 22.24″ | Ophiuchus   | Fluxo de saída parcialmente resolvido                                                              |
| Primeiro com objeto de Herbig–Haro em grande escala                                     | Mayrit 1701117 (Objeto de Herbig–Haro: HH 1165)  | proto-BD       | 05h 40m 25.799s −02° 48′ 55.42″ | Orion       | Comprimento projetado do Objeto de Herbig–Haro: 0.8 anos-luz (0.26 pc)                             |
| Primeiro tipo de campo (solitário)                                                      | Teide 1                                          | M8             | 3h 47m 18.0s +24° 22′ 31″       | Taurus      | 1995                                                                                               |
| Primeiro como companheiro de uma estrela normal                                         | Gliese 229 B                                     | T6.5           | 06h 10m 34.62s −21° 51′ 52.1″   | Lepus       | 1995                                                                                               |
| Primeira anã marrom binária espectroscópica                                             | PPL 15 A, B                                      | M6.5           |                                 | Taurus      | Basri & Martín, 1999                                                                               |
| Primeira anã marrom binária eclipsante                                                  | 2M0535-05                                        | M6.5           |                                 | Orion       | Stassun 2006, 2007 (distância ~450 pc)                                                             |
| Primeira anã marrom binária de classe T                                                 | Epsilon Indi Ba, Bb                              | T1 + T6        |                                 | Indus       | Distância: 3.626 pc                                                                                |
| Primeira anã marrom trinária                                                            | DENIS-P J020529.0-115925 A/B/C                   | L5, L8 e T0    | 02h 05m 29.40s −11° 59′ 29.7″   | Cetus       | Delfosse et al. 1997                                                                               |
| Primeira anã marrom halo                                                                | 2MASS J05325346+8246465                          | sdL7           | 05h 32m 53.46s +82° 46′ 46.5″   | Gemini      | Burgasser et al. 2003                                                                              |
| Primeiro com espectro M tardio                                                          | Teide 1                                          | M8             | 3h 47m 18.0s +24° 22′ 31″       | Taurus      | 1995                                                                                               |
| Primeiro com espectro L                                                                 | GD 165B                                          | L4             | 14h 24m 39.144s 09° 17′ 13.98″  | Boötes      | 1988                                                                                               |
| Primeiro com espectro T                                                                 | Gliese 229 B                                     | T6.5           | 06h 10m 34.62s −21° 51′ 52.1″   | Lepus       | 1995                                                                                               |
| Espectro T mais recente                                                                 | ULAS J003402.77−005206.7                         | T9             |                                 | Cetus       | 2007                                                                                               |
| Primeiro com espectro Y                                                                 | CFBDS0059                                        | ~Y0            | 00h 59m 10.83s −01° 14′ 01.3″   | Cetus       | 2008; isso também é classificado como um anã T9, devido à sua grande semelhança com outras anãs T. |
| Primeiro emissor de raios-X                                                             | ChaHα1                                           | M8             |                                 | Chamaeleon  | 1998                                                                                               |
| Primeira erupção de raios-X                                                             | LP 944-20                                        | M9V            | 03h 39m 35.22s −35° 25′ 44.1″   | Fornax      | 1999                                                                                               |
| Primeira emissão de rádio (em erupção e quiescence)                                     | LP 944-20                                        | M9V            | 03h 39m 35.22s −35° 25′ 44.1″   | Fornax      | 2000                                                                                               |
| Descobertas as primeiras potenciais auroras de anãs marrons                             | LSR J1835+3259                                   | M8.5           |                                 | Lyra        | 2015                                                                                               |
| Primeira detecção de rotação diferencial em uma anã marrom                              | TVLM 513-46546                                   | M9             | 15h 01m 08.3s +22° 50′ 02″      | Boötes      | O Equador gira mais rápido que os polos em 0.022 radianos / dia                                    |
| Primeira anã marrom confirmada a ter sobrevivido à fase de gigante vermelha do primário | WD 0137−349 B                                    | L8             | 01h 39m 42.847s −34° 42′ 39.32″ | Sculptor    | |

### Tabela de extremos
| Registro                    | Nome                             | Tipo espectral  | RA/Dec                          | Constelação | Notas |
| --------------------------- | -------------------------------- | --------------- | ------------------------------- | ----------- | --- |
| Mais antigo                 | LSPM J0055+5948 B ou Wolf 1130 C | T8              | 00h 55m 58.300s +59° 48′ 02.53″ | Cassiopeia  | Dois dos poucos exemplos com uma boa estimativa de idade: LSPM J0055B: 10±3 bilhões de anos Wolf 1130C: >10 bilhões de anos |
| Mais jovem                  | 2MASS J05413280-0151272          | M8.5            | 05h 41m 32.801s −01° 51′ 27.20″ | Orion       | Um membro anã marrom da Nebulosa da Chama, com cerca de 0.5 milhões de anos. Objeto de 20.9 MJ                              |
| Mais maciço                 | SDSS J010448.46+153501.8         | usdL1.5         | 01h 04m 48.46s +15° 35′ 01.8″   | Peixes      | Distância é de ~180–290 pc, a massa é ~88.5–91.7 MJ. Anãs marrons de transição.                                             |
| Rico em metais              |                                  |                 |                                 |             | |
| Pobre em metais             | SDSS J010448.46+153501.8         | usdL1.5         | 01h 04m 48.46s +15° 35′ 01.8″   | Peixes      | Distância é de ~180–290 pc, metalicidade é ~0.004 ZSol. Anãs marrons de transição.                                          |
| Menos maciço                | OTS 44                           | M9.5            | 11h 10m 11.5s −76° 32′ 13″      | Chamaeleon  | Tem um intervalo de massa de 11.5–15 MJ, a distância é de aproximadamente 550 anos-luz                                      |
| Maior                       |                                  |                 |                                 |             | |
| Menor                       |                                  |                 |                                 |             | |
| Rotação mais rápida         | 2MASS J03480772−6022270          | T7              | 03h 48m 07.72s −60° 22′ 27.1″   | Reticulum   | Período rotacional de 1.080+0.004 −0.005                                                                                    |
| Mais distante               | KMT-2016-BLG-2142 b              |                 | 17h 52m 27.0s −29° 23′ 04″      | Sagittarius | (Microlente) tem uma distância de 5.850 a 8.020 parsec. Também poderia ser gigante gasoso maciço.                           |
| Mais próximo                | Luhman 16 AB                     | L7.5 + T0.5 ± 1 | 10h 49m 18.723s −53° 19′ 09.86″ | Vela        | Distância: ~6.5 anos-luz |
| Mais brilhante              |                                  |                 |                                 |             | |
| Mais escura                 | L 97-3B                          | Y1              | 08h 06m 53.736s −66° 18′ 16.74″ | Volans      | jmag=25.42 |
| Mais quente                 |                                  |                 |                                 |             | |
| Mais frio                   | WISE 0855−0714                   | Y4              | 08h 55m 10.83s −07° 14′ 42.5″   | Hydra       | Temperatura −48 a −13 °C |
| Explosão de rádio mais fria | 2MASSI J10475385+2124234         | T6.5            | 10h 47m 53.85s +21° 24′ 23.4″   | Leo         | Anã marrom de 900 K com rajadas de 2.7 mJy                                                                                  |
| Mais denso                  | TOI-569b                         |                 |                                 |             | Em trânsito, tem 64.1 MJ com um diâmetro de 0.79 ± 0.02 vezes o de Júpiter. A densidade é de 171.3g/cm3.                    |
| Menos denso                 |                                  |                 |                                 |             | |

## Galeria

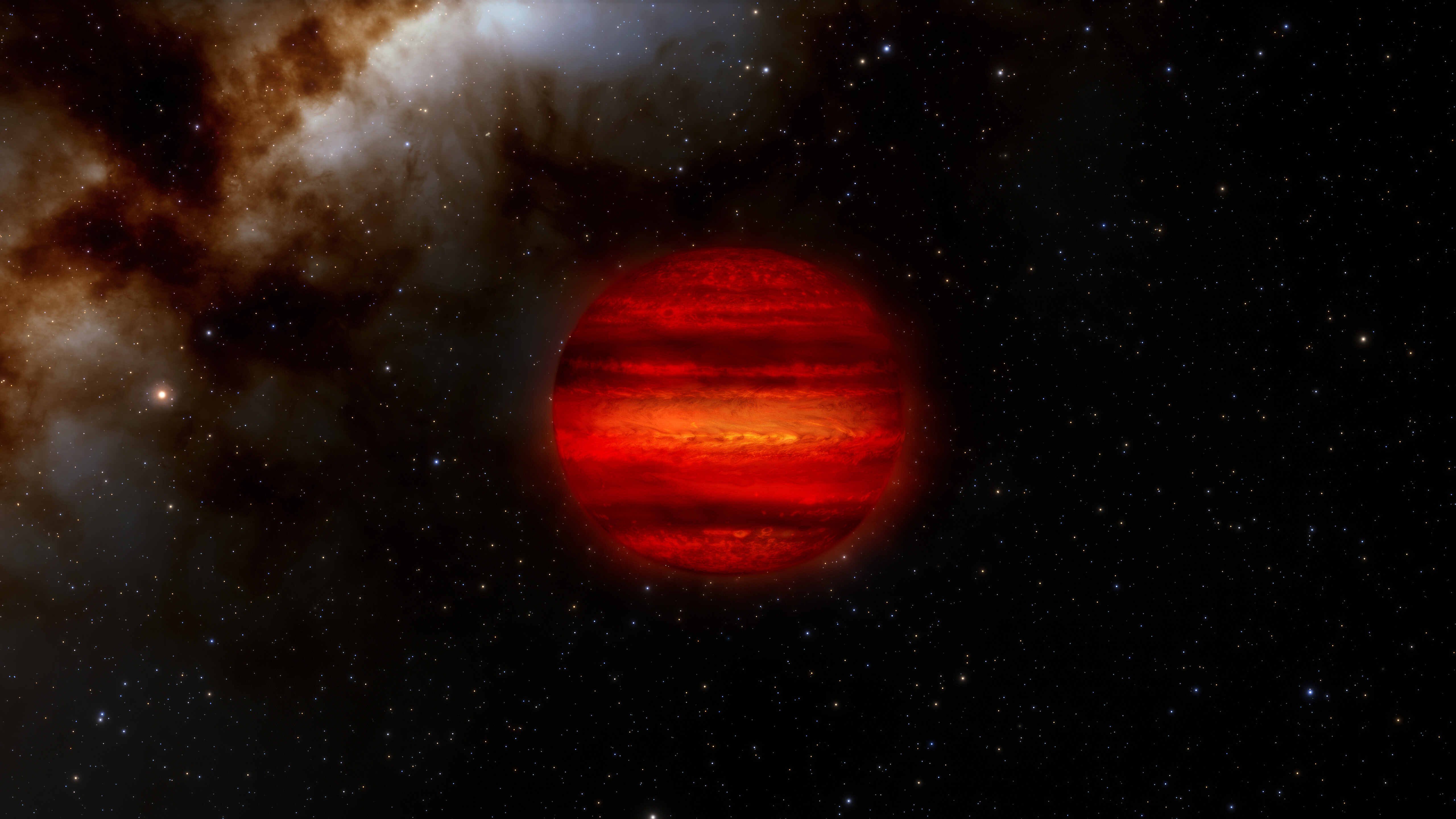
Concepção artística de uma anã marrom